# 约瑟夫·毕苏斯基
约瑟夫·克莱门斯·毕苏斯基（1867年12月5日—1935年5月12日）是波兰政治家，曾任波兰第二共和国国家元首（1918年－1922年）、“第一元帅”（1920年起）和独裁者（1926年－1935年），他还是波兰第二共和国的领袖。自第一次世界大战中期起，他成为了波兰政治中的主要力量和欧洲政局的重要人物。他被认为是让波兰在123年（是为瓜分波兰时期）后于1918年重返独立的功臣。但是，毕苏斯基未能将其家乡立陶宛的大部分地方并入新生的波兰。
毕苏斯基在其政治生涯前期是波兰社会党的领导人。但最后，他意识到波兰的独立要靠武力争取，因此组建了波兰军团。1914年，他预感到，欧洲将会爆发一场战争，俄罗斯帝国会被同盟国击败，而同盟国又会被西方势力所击败。第一次世界大战爆发时，他和他的军团站在奥匈帝国和德意志帝国一边，以确保击败俄罗斯。1917年俄罗斯战局危急时，他又不再支持同盟国。
自1918年11月波兰重返独立起到1922年，毕苏斯基一直是波兰的“国家元首”。1919年至1921年间，他在波苏战争中统领波兰军队。1923年，以民族民主党为主的反对派控制波兰政府，这时毕苏斯基淡出政坛。三年后的1926年5月，他发动政变，并重新回到权力中心，成为波兰“事实上的”独裁者。一位意大利驻华沙大使称他是“掩藏在旧世界骑士外表之下的自由民主主义者”。毕苏斯基自政变到1935年逝世为止一直集中精力于波兰的军事和外交领域。
在去世前的三十年间，毕苏斯基通过两种互补的策略让波兰更为安定（但他对这两种政策的强调程度随时间的变化而变化）：一是“普罗米修斯计划”，其目的是接连将俄罗斯帝国及其后继者苏联分裂为若干国家；二是“海间联邦”，这个联邦的成员为波兰及其邻国。虽然毕苏斯基的不少政策还留有争议，但他的想法还是得到了他的同胞的很高评价，并一直沿用到他逝世至少30年后。

## 生平

### 早年生涯

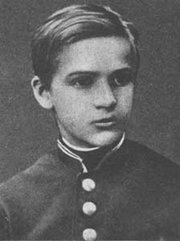
学生时代的毕苏斯基

1867年12月5日，约瑟夫·毕苏斯基在前波兰立陶宛联邦祖武夫（现扎拉瓦斯）的一个波兰贵族家族庄园内出生了，因为18世纪时普奥俄三国瓜分波兰，毕苏斯基出生时这里归俄罗斯帝国所有，而现在此地则属于立陶宛什文乔尼斯区。毕苏斯基家族是一个拥有波兰爱国传统的没落贵族家族，这个家族可能是波兰人家族也可能是波兰化的立陶宛人家族。[乙]约瑟夫是家里的次子。
毕苏斯基在维尔纽斯的俄罗斯文科中学就读，当时他并不是一个特别勤奋的学生。讽刺的是，毕苏斯基的学弟中有一位正是将来的共产主义者费利克斯·捷尔任斯基，后来两者成为政敌。约瑟夫·毕苏斯基与他的兄弟亚当、布罗尼斯瓦夫和扬一起在他们的母亲玛利亚·“内”·比莱维奇的教导下学习波兰历史和波兰文学，而这正是俄罗斯当局所不允许的。兄弟四人的父亲也叫约瑟夫，曾参加反抗俄罗斯对波兰的统治的1863年1月起义。
他的家族对俄罗斯的俄化政策很是不满。年轻的约瑟夫非常不愿意参与俄罗斯东正教会的宗教仪式，最终带着不满离开学校，这份不满不只针对沙皇和俄罗斯帝国，也针对他非常熟悉的那种文化。

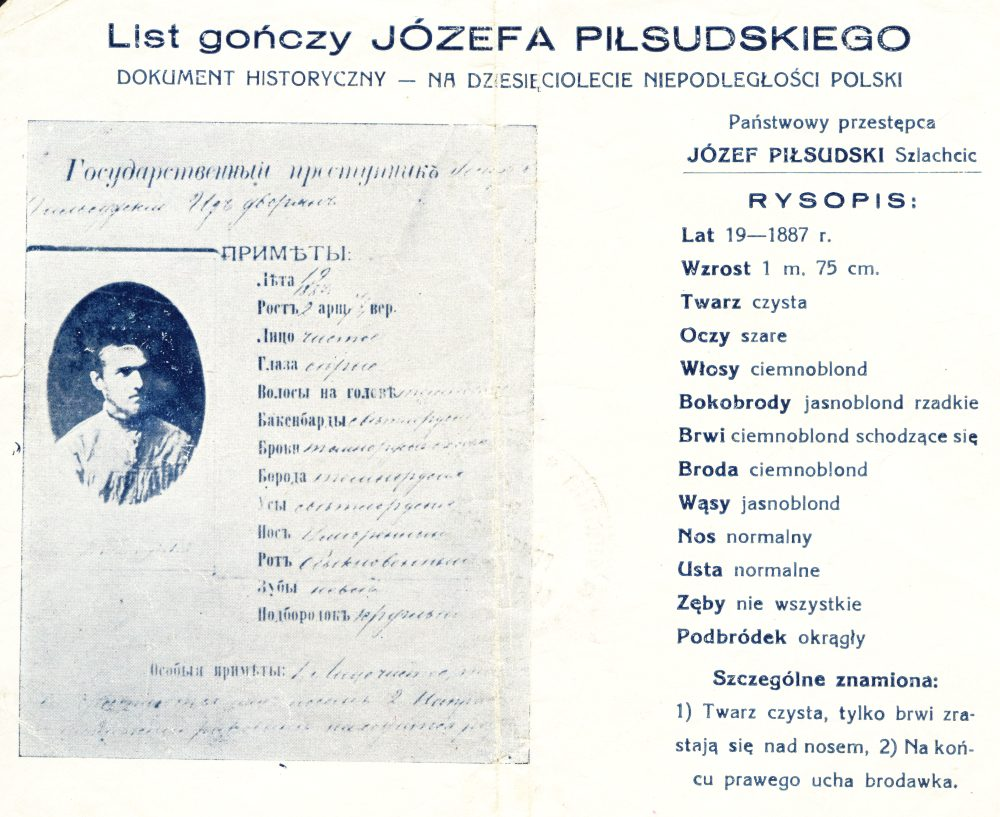
1887年俄罗斯帝国曾对毕苏斯基发出过通缉令，这是1928年的复制品，在“波兰独立十周年庆祝”中（可能由他的政敌）发布：
翻译
“国家要犯
约瑟夫·毕苏斯基，贵族
个人概况：
年龄 19岁（1887年）
身高 1米75
面容 清晰
眼色 灰色
发色 暗黄
鬓脚 浅黄，稀少
眉毛 暗黄，且双眉相连
下颏胡须 暗黄
唇部胡须 浅黄
鼻 标准
嘴 标准
牙 几颗缺失
下颏 圆下颏
特征：
1) 面容清晰，且眉毛与鼻连在一起
2) 右耳边缘有疣”

1885年，毕苏斯基在哈尔科夫大学（位于乌克兰哈尔科夫）学习医学，在那里他参加了民粹派组织人民意志。1886年，他被禁止参加学生游行运动。有人将毕苏斯基的政治背景告诉给多尔帕特大学（位于爱沙尼亚塔尔图）的权力机关，故该校拒绝将他录取。1887年3月22日，俄罗斯当局以与维尔纽斯社会主义者密谋暗杀沙皇亚历山大三世的罪行逮捕毕苏斯基。事实上，是他的哥哥布罗尼斯瓦夫参与暗杀沙皇的计划，而毕苏斯基与此事的关系也不过如此。布罗尼斯瓦夫被处以在东西伯利亚强迫劳役的处罚。
约瑟夫的待遇稍好一点：在西伯利亚流放五年，先流放于勒拿河岸的基廉斯克，后流放于屯卡。被转移至西伯利亚囚犯护送队期间，毕苏斯基在伊尔库茨克的一所监狱里滞留了几周。他在那里参与了被当局看做是造反的一幕：一名囚犯侮辱一位守卫并拒绝道歉，他和其他政治犯因违抗而遭到了守卫的殴打；毕苏斯基被打掉了两颗牙，并参与了随后的绝食抗议，直到当局恢复了政治犯在那次骚乱后被剥夺的权利。因为参与这次骚乱，1881年他被判处六个月监禁。监禁的头一天，他被迫在零下40度的环境下过夜，并因此患病。他虽然死里逃生，但是也因此留下了终身的后遗症。
流放至西伯利亚时，他遇到了很多与他相同命运的波兰人，其中包括几乎成为1863年1月起义领袖的布罗尼斯瓦夫·什瓦尔采。俄罗斯当局允许他自主选择工作，他便依靠教授儿童数学和外语维持生计（他能讲法语、德语、立陶宛语、俄语、他的母语波兰语；他后来学了英语）。当时大部分流放者都享有领取10卢布抚恤金的权利。然而由于毕苏斯基具有波兰贵族的身份，当地官员认定他不能领取该抚恤金。

### 出獄

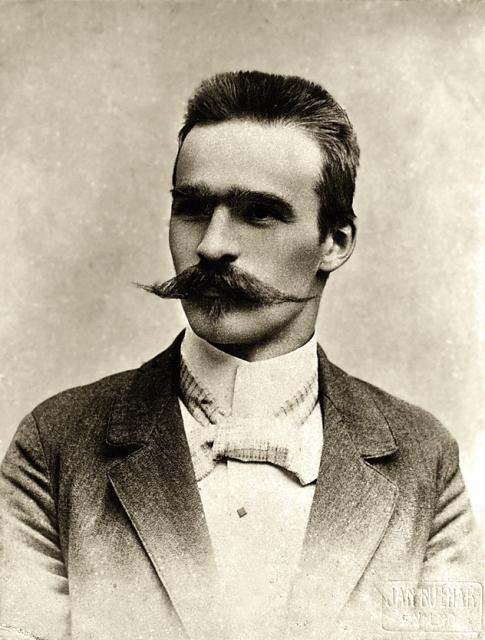
1899年的毕苏斯基

1892年，毕苏斯基刑满释放，并在特内尼艾（现位于希拉莱地区）的阿多马瓦斯庄园定居下来。1893年，他加入波兰社会党（PPS），并帮助组建社会党立陶宛支部。最开始，他是社会党的激进派，尽管社会主义通常是以国际主义的面目出现，但他心底里还是波兰民族主义者。 1894年，他开始出版社会主义的地下报纸《工人报》（Robotnik），并成为这份报纸的总编辑；他也是这份报纸的总作者，最初他还是这份报纸的排字工。1895年，他成为社会党领导人，他将学术问题摆在次要位置上，并将社会主义思想融入民族主义理论，因为这种做法最有可能让波兰重新独立。
1899年7月15日，毕苏斯基与他的女同行玛利亚·尤什凯维乔娃·“内”·科普莱夫斯卡结婚根据毕苏斯基的首席传记作者瓦茨瓦夫·延德热耶维奇的说法，这场婚姻实际上政治色彩比浪漫色彩浓。两人都积极参与社会主义运动与独立运动。《工人报》最早的印刷处并不是在罗兹，而是在两人位于维尔纽斯的公寓。操持日常家庭生活的借口使他们的住处免受怀疑。俄国的法律也保护妻子免受丈夫非法活动的牵连。他俩的感情在几年后开始恶化，因为毕苏斯基开始与另一位年轻的女社会主义者，亚历桑德拉·什切尔宾斯卡发生关系。玛利亚在1921年逝世，那年10月，毕苏斯基与亚历桑德拉结婚。亚历桑德拉后来生下两个女孩，婉达和雅德维加。他们的婚事也遇到了麻烦。
1900年2月，在俄方当局发现位于罗兹的《工人报》的地下印刷机后，毕苏斯基被囚禁于华沙城堡。但是，他在1901年5月假装患有精神病保外就医，并在波兰医生瓦迪斯瓦夫·马祖尔凯维奇和其他人的帮助下，逃到奥匈帝国的加利西亚。此时，俄属波兰和立陶宛所有党派与俄罗斯帝国关系缓和，并将目标定在与帝国开展关于提高波兰自治权的谈判，在这种情况下，毕苏斯基的波兰社会党成为了唯一一个准备为波兰独立而与帝国一战，并以武力达成这个目标的政治力量。
1904年夏日俄战争（1904年-1905年）爆发，毕苏斯基来到日本东京，在那里他试图让大日本帝國援助波兰革命，但这个目标未能达成。毕苏斯基愿意为日本提供情报，以支持它与俄罗斯的战争，并提议成立波兰军团，征召被日军俘虏的俄军中的波兰人。他也提出了以让俄罗斯民族分裂为目标的「普罗米修斯计划」——后来，他也继续推行这个计划。另一位有名的波兰人，罗曼·德莫夫斯基也来到日本，他不赞成毕苏斯基的计划，并认为这个“波兰革命”必定会失败，在那里他要阻止日本政府支持波兰革命。德莫夫斯基，这个波兰爱国者，会成为毕苏斯基一生的主要政敌。最后，毕苏斯基在日本所得到的远远低于他的期望，波兰社会党及其军队僅獲得枪支弹药，而组建波兰军团的建议則被回絕。
1904年秋，毕苏斯基建立了一个准军事团体（波兰社会党战斗团，或称为bojówki），来发动反抗俄罗斯统治的武装起义。社会党在华沙等地组织的游行示威越来越多；1904年10月28日，俄罗斯哥萨克骑兵镇压了一次游行示威事件，作为报复，在11月13日的游行中，毕苏斯基的军队向俄警察和军队开火。这个团体最开始集中精力于间谍和情报人员，到了1905年3月，他们便开始用炸弹暗杀指定的俄罗斯警官。

### 1905年俄國革命後

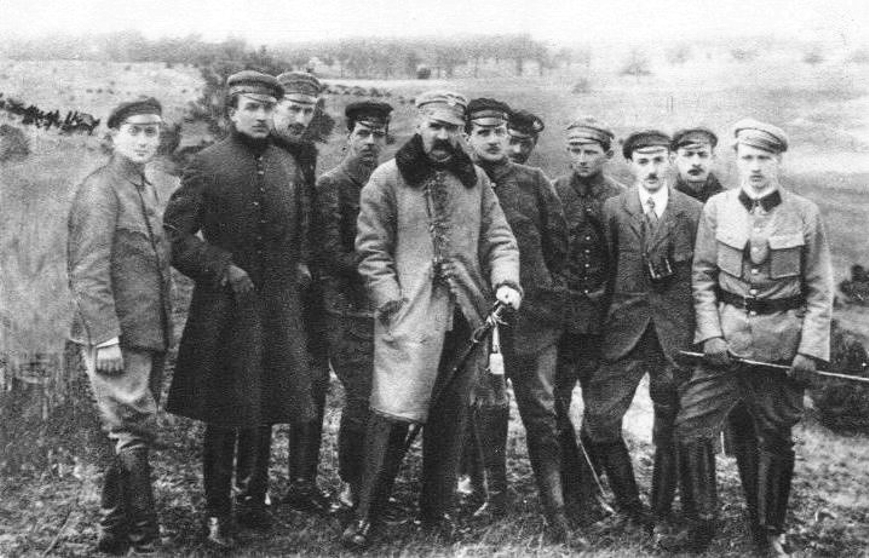
约瑟夫·毕苏斯基与波兰军队组织司令部在1917年的合照

1905年俄国革命期间，毕苏斯基在波兰议会王国的运动中起领导作用。1905年初，他命令波兰社会党在那里发动一次大罢工；这次罢工有四十万左右的工人参与，并持续了至少两个月，直到俄罗斯当局镇压了这次罢工。1905年6月，毕苏斯基向罗兹的一次起义提供准军事性质的援助。在因罗兹起义而闻名的“六月事件”中，毕苏斯基的军队和忠于德莫夫斯基的枪手，及其民族民主党发生冲突。1905年12月22日，毕苏斯基要求所有的波兰工人起义； 然而这个要求却大半未见回应。
和民族民主党不一样，毕苏斯基要求波兰社会党拒绝参加第一杜马的选举。这个决定和他要通过武力让波兰独立的决心使波兰社会党处于紧张的状态中，波兰社会党最终在1906年11月脱离毕苏斯基的领导。他的派系开始被称为“旧派”或“革命派”（“Starzy”或“Frakcja Rewolucyjna”），而他的反对派则称为“新派”、“现代派”或“左翼”（“Młodzi”，“ Frakcja Umiarkowana”，“Lewica”）。“新派”同情波兰王国与立陶宛的社会民主主义者，而且相信自己的重心应放在与俄罗斯革命者合作上，他们应一起推翻沙皇的统治并建立社会主义的乌托邦，这些“新派”认为这样做会减少独立协商的困难。
毕苏斯基和他在革命派中的支持者继续策划反沙皇俄国的起义，相信这会让波兰独立。1909年，他的派系再次成为波兰社会党的多数派，毕苏斯基继续成为波兰社会党最重要的领导人之一，直到一战爆发。
毕苏斯基预料到一场欧洲大战将要爆发，并预感到组织未来的波兰军队核心的必要性，这个核心将会帮助波兰在18世纪被三个帝国瓜分灭亡后，重新赢得独立。1906年，在奥地利当局的默许下，毕苏斯基在克拉科夫成立一座军校，用以训练准军事性质的军队。就在1906年，800名士兵五人一组在波兰会议王国杀死了336名俄方官员；在后来的几年中，他们的人员伤亡情况减少，而军队规模在1908年增长到2000多人。
这支军队也切断了俄方当局从波兰通往其他地方的资金流。在1908年9月26日和27日之间的夜里，他们劫持了一辆邮政列车，这辆列车是俄罗斯用以将税款从华沙运输到圣彼得堡的。参与贝兹达尼突袭的毕苏斯基就是通过如此“征收钱款”来为他的秘密军队提供资金。他们通过劫掠得到的财富（200,812卢布）在那时算得上一笔巨款，相当于这个军队前两年的全部收入。
1908年，毕苏斯基将他的军队更名为“战斗协会”（Związek Walki Czynnej，简称ZWC），由他的亲信瓦迪斯瓦夫·斯科尔斯基、马里安·库凯尔和卡齐米日·索斯恩科夫斯基领导。建立战斗协会的主要目的之一就是为未来的波兰军队训练军官与士官。1910年，两个合法的军队组织分别在奥属波兰的利沃夫和克拉科夫成立，以进行军事学方面的训练。在奥方当局的许可下，毕苏斯基成立了一系列“体育俱乐部”，这就是后来的步兵协会，这个协会为训练波兰军队提供场所。1912年，毕苏斯基（使用假名“梅奇斯瓦夫”）成为步兵协会（Związek Strzelecki）的总司令，这个协会的人数到了1914年，已经增长到了12000人。1914年，毕苏斯基提出，“现在只有剑才能够决定国家的命运。”

### 第一次世界大戰

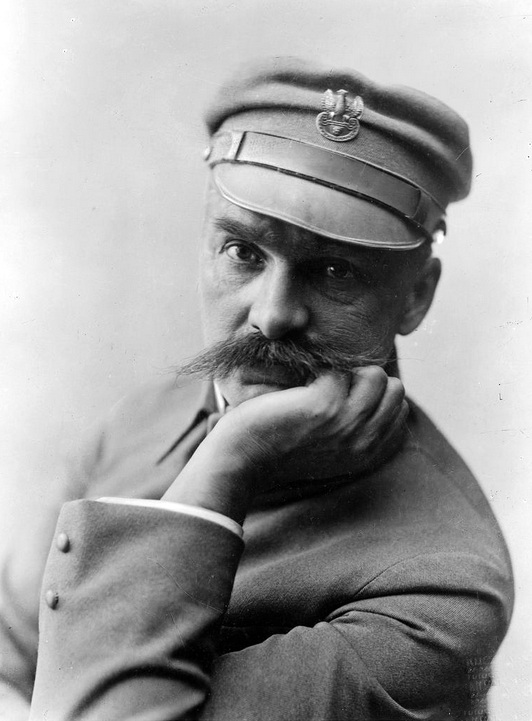
一战中的毕苏斯基（1916年）

1914年，毕苏斯基在巴黎的一次会议上预言道：一场大战即将爆发，而这将是光復波兰的时机，俄罗斯必将被同盟国（奥匈帝国和德意志帝国）击败，而后者也将会被法国、英国和美国打败。相比而言，毕苏斯基的对手罗曼·德莫夫斯基则认为，让波兰统一，独立的最好办法就是支持协约国与同盟国作战。
一战爆发后的8月3日，毕苏斯基在克拉科夫组建一支小型精锐部队，即第一精锐连，其成员来自于步兵协会和波兰步兵小队。同一天，瓦迪斯瓦夫·贝利纳-普拉日莫夫斯基指挥的一支骑兵队越过俄罗斯边界执行侦查任务，直到此事发生3天后的8月6日，奥匈帝国和俄罗斯才正式宣战。
毕苏斯基的战略是将他的军队向北送往俄属波兰，送往俄军已经撤出的地带，他希望突出重围到达华沙，在那里发动一次民族起义。毕苏斯基利用他有限的兵力，并在开始的几天批准成立子虚乌有的“华沙国家政府”，以此来支持他的计划，他还将奥地利的命令利用到极致，争取主动，继续前进，并在解放的城镇确立波兰式制度，而奥地利人认为他的军队仅仅是帮忙侦查，支持奥地利主力部队而已。1914年8月12日，毕苏斯基占领了凯尔采省的凯尔采，但是毕苏斯基发现，他实际得到的支持要比他想象的要少。
不久，他正式组建波兰军团，并亲自担当第一旅的总司令，他成功地带领第一旅打了几场胜仗。毕苏斯基也在1914年秋秘密地告诉英国政府，他的军团不会同法国或英国作战，只会与俄国作战。毕苏斯基命令，要称军团人员为“公民”（Obywatel），这是在法国大革命中产生的称呼，而他自己则被称为“指挥官”（“ Komendant”）。 毕苏斯基在接下来的几年中得到他的手下对他的极度尊敬与忠诚。直到1917年前，波兰军团都站在同盟国阵营内与俄国作战。同样在1914年，军团成立后不久，毕苏斯基组建了另一个组织，波兰军事组织，这是波兰情报局的前身，用于执行谍报活动和破坏任务。
1916年中期，波兰军团在科斯蒂乌赫努夫卡战役中以至少2000人伤亡的代价延缓了俄国的入侵，之后毕苏斯基要求同盟国保证波兰独立。为此他用他自己和军团很多军官的辞职书做为筹码。1916年11月5日，同盟国声明，波兰是“独立”的，希望以此来增加派往东方战线的波军士兵数，这样的话，同盟国也就能让更多德军投身于西方战线。

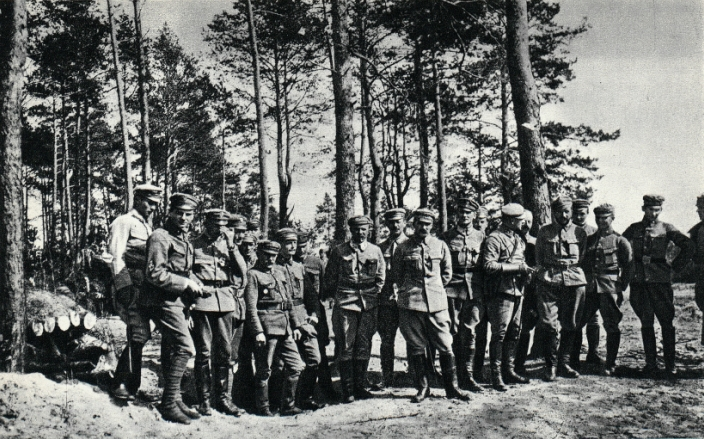
毕苏斯基与他的军官们，1915年

毕苏斯基同意到德奧扶植的波兰攝政王国任职，担任新成立的波兰摄政政府的战争部长；依此身份他应该是波兰王国军队的负责人。1917年俄国革命后，因为同盟国形势的不断恶化，毕苏斯基立场更加强硬，并宣称他的手下不再是“德国殖民军”，且这支部队只用来攻打俄国。他预感到同盟国将要战败，而他自己也并不希望站在战败者的行列。1917年7月，毕苏斯基因为“宣誓危机”事件遭到逮捕并被囚禁于马格德堡，这场危机源于他禁止波兰士兵对同盟国宣誓效忠；波军被解散，其士兵被并入奥匈帝国军队， 而波兰军事组织开始对德国目标发起攻击。毕苏斯基因为遭到逮捕在同胞中名声大噪，很多波兰人开始将他看做最为坚定的领袖，并认为他会誓与三个瓜分波兰的帝国奋战到底。
1918年11月8日，毕苏斯基和他的同僚卡齐米日·索斯恩科夫斯基被德国人从马格德堡释放，不久，他们和之前的列宁一样，被安排在驶往他们国家首都的私人火车上，因为走投无路的德国人希望毕苏斯基组建一支对他们友好的部队。

### 重建波兰

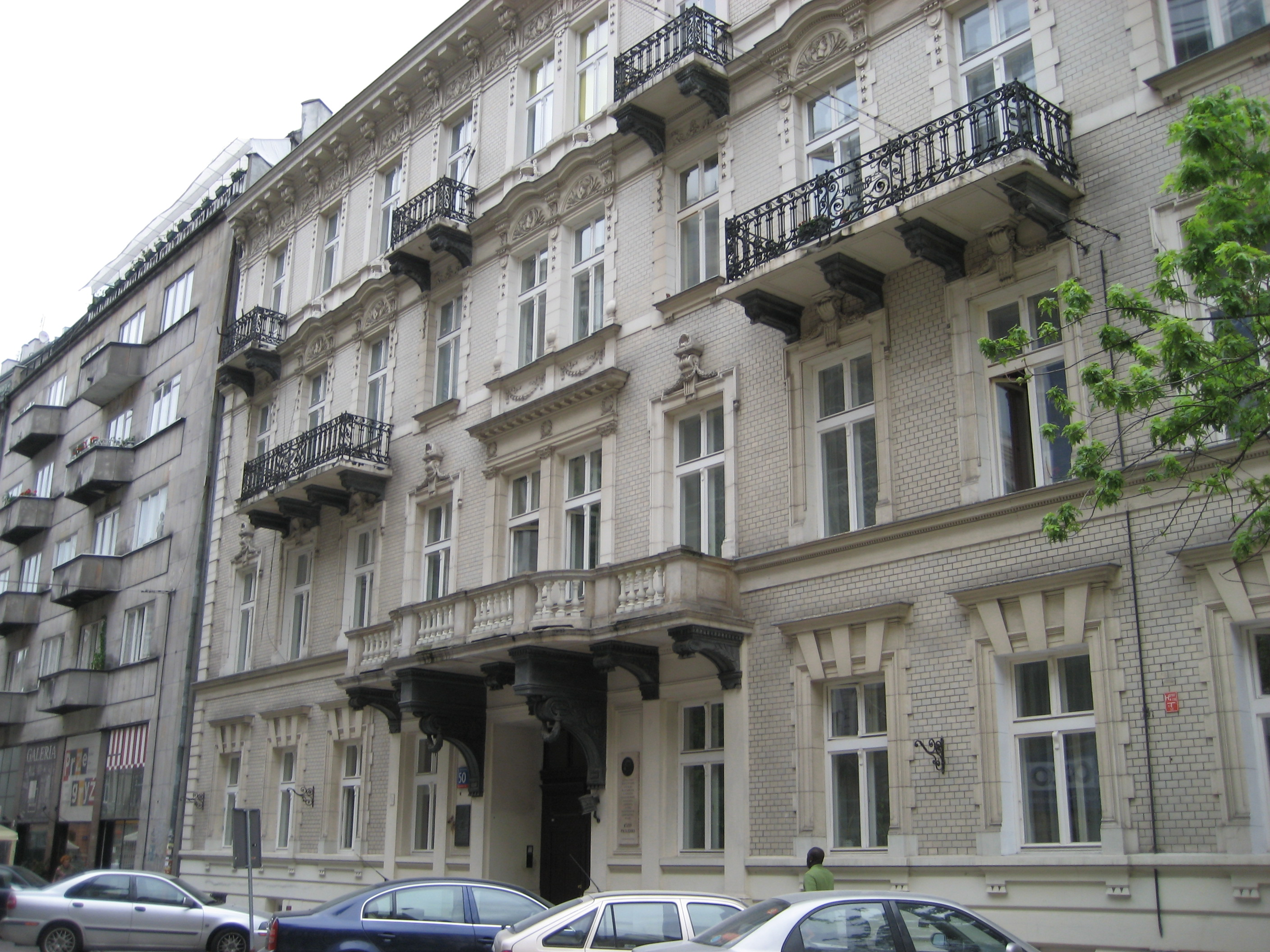
华沙的莫科托夫斯卡街50号，毕苏斯基曾在11月13日至29日，他从马格德堡逃离后在此居住

1918年11月11日，毕苏斯基被摄政委员会任命为波军总司令，并被委以为这个新生国家建立国家政府的重任。那一天（后来这一天成了波兰独立日），他宣布波兰独立。
同样是这一周，毕苏斯基让德国驻军从华沙撤军，德军其他部队从“东线德军总司令部”撤军的问题上进行协商。至少55000名德军会和平地离开波兰，并将他们的武器留给波兰人。下个月，共有至少500000人离开了波兰。
1918年11月14日，政府要求毕苏斯基临时管理国家的运作。11月22日，他从延杰伊·莫拉切夫斯基的新政府那里，得到了新生波兰的临时国家元首（Naczelnik Państwa）的头衔。
波兰各个军事组织和临时政府（华沙摄政委员会；伊格纳奇·达申斯基的卢布林政府；和克拉科夫的波兰清算委员会）都听从毕苏斯基，而他也开始成立新的联合政府。这个政府中社会主义者占多数，并且波兰社会党展开了多项改革，譬如八小时工作制、免费教育、和女性选举权等，这些改革从长远看尤为重要。这对于避免重大暴乱事件来说，必不可少。
但是，毕苏斯基相信，身为一国首脑，他的立场必须要超越党派政治。抵达华沙后，他遇到了地下岁月中的老同事，这些老同志以社会主义的方式称他为“同志”，并要他支持他们的革命政策；但这遭到了他的拒绝，他还说：“同志们，我与你们一同搭乘社会主义的红色电车，我在一个称作‘独立’的站点下车，而你们也许会继续坐在车上，直到电车抵达你们希望的那个终点站，但是从现在开始，让我们称呼彼此为‘先生’吧（而宁可不用社会主义者之间的称呼‘同志’）！” 他减少对任何一党的支持，并且不成立任何属于他自己的政治团体；相反，他主张成立联合政府。他也开始组建不包含在德国、俄国和奥地利军队服过役的波兰老兵的波兰军队。
一战后不久的日子里，毕苏斯基试图在这么一个百废待兴的国家上建立一个政府。俄属波兰大部分地区都在战争中被夷为平地，而德意志人彻底的掠夺又让这个地区的财富减少了至少10%。一位在1919年1月来到华沙的英国外交官这么写道：“每时每刻出现在人们眼中的的那种极度悲惨贫穷，是我之前在任何第个地方都看不到的。”
另外，从前德意志、奥地利和俄罗斯在各自的波兰领地建立迥异的法律系统、经济制度和政府体制，而这些制度需要统一。这个地方有九种法律体系，五种货币，66种铁路系统（以及165种火车头型号），这些也都亟待统一。

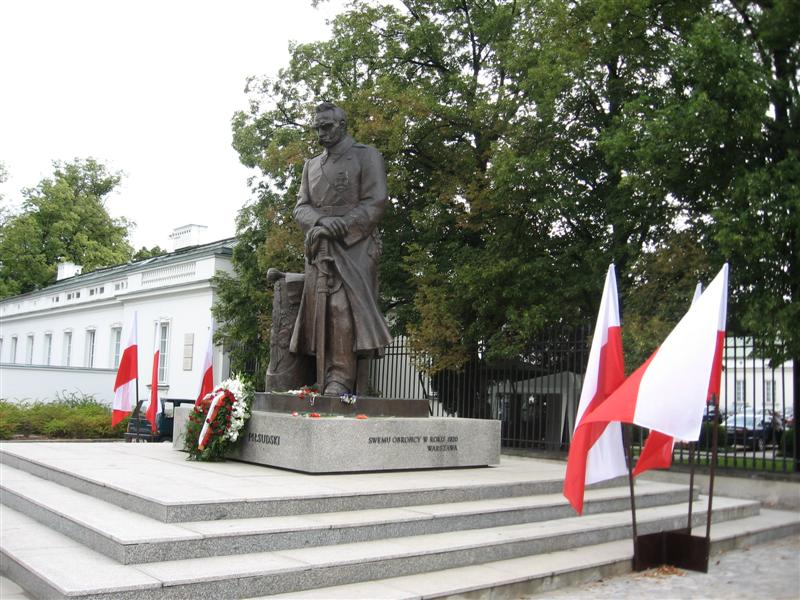
毕苏斯基在华沙美景宫——他执政时官邸前的雕像

瓦茨瓦夫·延杰耶维奇在《毕苏斯基：一生为波兰》（Piłsudski: A Life for Poland）一书中称，毕苏斯基在作出决策时非常谨慎。在作出决定前，他总要先收集所有有关联且可用的信息，再花时间来考虑。毕苏斯基驱使自己整天整夜地努力工作。他坚持斯巴达式的生活方式，吃饭时也仅仅是独自在廉价餐馆里吃简朴的食物。虽然毕苏斯基在波兰大众中非常受欢迎，但他不合群（长时间地下工作的后果）、多疑的性格让他与其他波兰政治家关系紧张。
毕苏斯基和波兰第一政府得不到西方的信任，既因为毕苏斯基曾在1914年到1917年间与同盟国合作，也因为达申斯基和延杰伊·莫拉切夫斯基的政府以社会主义者为主。直到1919年1月，世界著名钢琴家和作曲家伊格纳奇·帕德雷夫斯基担任新政府的总理和外交部长后，波兰才得到西方的认可。
这一时期依然有两个彼此独立的政府自称为波兰的合法政府：毕苏斯基的华沙政府和德莫夫斯基的巴黎政府。为了确保波兰只有一个政府，避免内战的发生，帕德雷夫斯基会见德莫夫斯基和毕苏斯基，劝他们联合起来。巴黎和会时，德莫夫斯基和帕德雷夫斯基代表波兰出席，而毕苏斯基担任临时的国家元首和总司令。凡尔赛条约的第87至93条和小凡尔赛条约使波兰独立主权国的地位在国际领域中得到确立。
毕苏斯基经常与德莫夫斯基起摩擦，前者不同意后者波兰人是新生波兰的统治民族的看法，而德莫夫斯基试图从德国但泽（现在的波兰格但斯克）派蓝军到波兰一事也惹怒了毕苏斯基。1919年1月5日，德莫夫斯基的一些支持者（马里安·亚努沙伊提斯-热格塔和埃乌斯塔黑·萨佩哈）试图发起针对毕苏斯基和总理莫拉切夫斯基的政变，但并未成功。
1919年2月20日，毕苏斯基宣布，他会将他的大权交还给近期选举产生的波兰国会（瑟姆）。但是，瑟姆在1919年小宪法中恢复他的职位。“临时”的字眼从他的头衔中取消了，毕苏斯基将会任职到1922年12月9日，到那时候，加布列尔·纳鲁托维奇将会被选为第一任波兰总统。
毕苏斯基这时的外交首创是提议在波兰、独立的波罗的海国家、白俄罗斯和乌克兰之间建成联邦（称为“Międzymorze”，即波兰语中的“大海之间”，也被拉丁语称作“Intermarum”，即从波罗的海延伸至黑海的联邦），这样，波兰的版图就跟瓜分波兰之前的波兰立陶宛联邦差不多。
毕苏斯基的这个计划遭致大部分预想中的联邦成员国（这些国家不愿失去来之不易的独立）和西方同盟国的反对，对他们来说，这对现存的权力平衡来说实属鲁莽的冲击。根据历史学家乔治·桑福德的说法，1920年代，毕苏斯基了解到他这种“海间联邦”并不可行。
同盟国与东欧联盟的战争过后，东欧又爆发了一系列边境冲突，其中包括波乌战争（1918年-1919年）、波立战争（1920年，在热利戈夫斯基兵变时达到颠峰）、波捷战争（开始于1918年），和最著名的波苏战争（1919年-1921年）。温斯顿·丘吉尔对此称：“巨人的战争结束了，侏儒的战争才刚刚开始。”

### 波苏战争

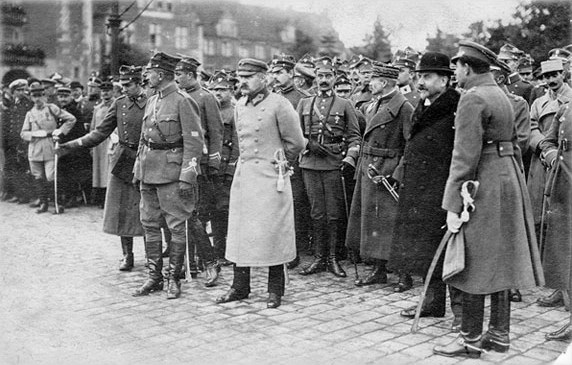
毕苏斯基在波兹南

一战后，波兰的每条边界都不平静。毕苏斯基针对波兰未来的边界说了这么一段话：“我们在西边所能得到的所有领土都要依靠协约国——要达到能够压制德国的地步”，而在东方“有几道或开或闭的门，而这几道门的开闭与迫使它们打开的人有关，与它们本身被打开到什么程度有关。” 1918年波军在波兰东部与乌克兰交战，这场战争便是波乌战争。而毕苏斯基作为波军总司令下达的第一道命令发自1918年11月12日，内容是要支援波军对利沃夫的进攻。
毕苏斯基意识到，布尔什维克并不是独立的波兰的盟友，两者必有一战。毕苏斯基将布尔什维克的西进看做是主要问题，但他也认为，布尔什维克对波兰而言，危险程度不及他们的敌人——白军。这些“白俄”们是旧俄罗斯帝国的代表，他们只愿给波兰有限的独立，他们所设想的波兰的边界可能跟过去的波兰议会王国相同，而且很明显的是，他们反对波兰占领乌克兰，而乌克兰就是毕苏斯基“海间联盟”计划中的关键。
相比之下，布尔什维克至少还能宣布瓜分波兰的协议是无效的。因此毕苏斯基推测，与其让波兰与复辟的俄罗斯帝国毗邻，还不如让波兰与被西方孤立的布尔什维克毗邻。毕苏斯基不顾英法协约的压力，加入对仍在作困兽斗的苏联的进攻，毕苏斯基可能在1919年的夏季与秋季拯救布尔什维克。
因为波军东进，苏俄重新向西进军，波苏之间战火重燃，冲突愈演愈烈，在这种情况下，毕苏斯基元帅于1920年4月21日与乌克兰领导人西蒙·彼得留拉签署一项军事协议，使两国共同对俄罗斯苏维埃联邦社会主义共和国作战。两人签署波乌条约是为了建立独立的乌克兰，并让乌克兰与波兰联盟。作为回报，彼得留拉放弃乌克兰对东加利西亚的领土要求，因此他遭到了东加利西亚乌克兰领导人的指責。

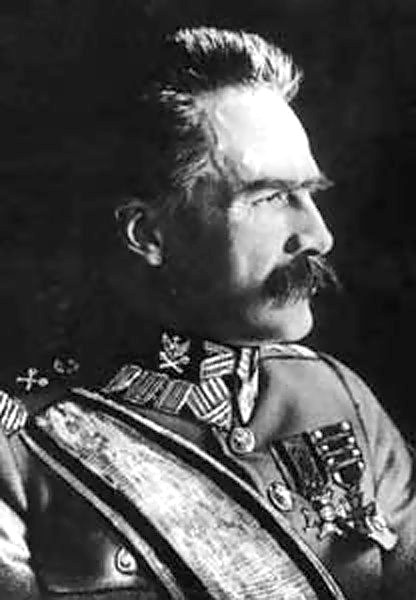
1920年3月，毕苏斯基晋升为“波兰第一元帅”

波乌联军在毕苏斯基领导下，发动了针对驻乌俄军的一次成功进攻。1920年5月7日，他们在极少遭遇冲突的情况下占领了基辅。布尔什维克的领导层将波兰的行为看做是叛乱事件；作为回应，布尔什维克有成千上万名官员参军，成千上万名逃兵归队，成千上万名平民自愿参与战后生产工作。苏联从白俄罗斯发起反攻，在乌克兰发动反击，从通往德国的道路上向波兰进军，这样做也能够支持德国共产党的夺权斗争。苏联信心倍增。苏军公布了他们入侵西欧的计划；苏联共产主义理论家布哈林在《真理报》中称，希望得到物资以将战争从华沙“蔓延至伦敦和巴黎”。苏联将军图哈切夫斯基在1920年7月2日的命令中称：“向西去吧！越过躺在路上的白波兰的尸体，将革命蔓延到全世界。进军维尔纽斯、明斯克、华沙” 并称，“要跨过波兰的遗体，向柏林进军！”
1920年7月1日，由于苏联的快速反击，波兰国会“瑟姆”成立国防委员会。该委员会由毕苏斯基领导，用于快速作出决策，临时取代难以达成共识的瑟姆。但是民族民主党声称，布尔什维克的接连胜利是毕苏斯基造成的，并要求他下台；有的人甚至指责他叛国。7月19日，罗曼·德莫夫斯基在委员会上发起不信任决议案，但这次议案未能通过，德莫夫斯基不得不收回该议案。8月12日，毕苏斯基提出将他的职位让给总理文岑蒂·维托斯，主动承担全军覆没的责任，但是维托斯拒绝接受他的请辞。协约国迫使波兰向布尔什维克投降，进行谈判。但是毕苏斯基坚持主张继续战争。诺曼·戴维斯当时指出，“毕苏斯基还没有他后来的威信（在波兰以外更是如此），作为战前的革命派，他让他的党派走向分裂，争吵不断；作为一战时的将军，他让他的军团遭到逮捕，被迫解散；作为波军元帅，他将自己的军队带到基辅和维尔纽斯，这两个地方现在又不再属于波兰人。他背叛了他的波兰社会党和他的盟友德国和奥地利，并拒绝与协约国同盟。在法国和英国，他被认为是频频叛变的盟友，将会让波兰走向灭亡；在俄罗斯，他被认为是消灭帝国主义同盟中虚伪的仆人；从列宁到劳合·乔治，从《真理报》到《晨星报》，都认为他是军事上和政治上的失败者。1920年8月，所有人都同意，他的悲剧一生将会在华沙陷落时跌落谷底。”

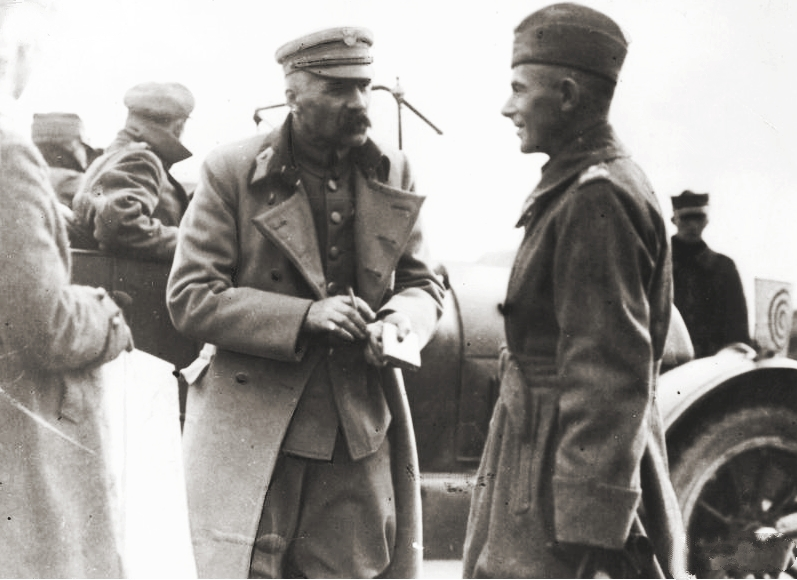
毕苏斯基（左边）与爱德华·雷兹-希米格维（右边），摄于1920年波苏战争期间

但就在接下来的几周中，就在1920年8月爆发的华沙战役中，波兰利用冒险而非常规的策略阻挡了苏联的攻势。波军的计划是由毕苏斯基等人（包括塔德乌什·罗兹瓦多夫斯基）设计出来的。后来，毕苏斯基的一些支持者要将他说成是波军策略的唯一制定者，而反对者则极力忽视他的作用。在西方，很长时间都存在一个传言，坚称是法国驻波军事使节团的馬克西姆·魏剛拯救了波兰；但现在的学者同意，魏剛的作用充其量也是很小的。
毕苏斯基的计划是要波军撤过维斯瓦河，据守华沙和维普日河的桥头堡，大约四分之一可动用的师在南面集结，以作战略反击的准备。下面的计划就需要将军约瑟夫·哈勒尔麾下的两个军了，在苏军从东面发起进攻时，这两个军需要不惜一切代价保卫他们的战壕阵地。同时，瓦迪斯瓦夫·西科尔斯基将军麾下的军队袭击华沙北部，切断企图从此地包围波兰首都的苏军。但是最重要的角色是新近整编的“后备军”（也称为攻击兵团），这支军队规模较小，只有20000人，却容纳意志最坚定且战斗力最强的士兵，并由毕苏斯基亲自指挥。他们的任务是带头从华沙城南的维斯瓦河-维普日河三角洲向北发动快速反攻，另外波兰情报人员指出苏军西部方面军和西南方面军之间存在缺口，而攻击军团也会突破这个缺口。这次攻势会切断西部方面军的后援，并打乱它的活动。最后，西科尔斯基的军队和“攻击军团”在东普鲁士边境会合，将陷入包围圈中的苏军消灭。
那时，毕苏斯基的计划广受批评，波军其他指挥官只因当时战况紧急才遵照此计划作战。这个计划虽然是基于可靠情报（还包括被解密的苏联电报）指定的，但还是被高级军官和军事专家认为是“门外汉所为”，他们很快指出毕苏斯基缺少正规军事教育。该计划的副本落入苏军手中时，苏军将领图哈切夫斯基却认为这是个诡计，不理会它。几天后，自负的苏军为此在华沙战役中付出巨大代价，而这场战役也成为苏联红军史上的最大失利之一。
一位民族民主党瑟姆议员斯坦尼斯瓦夫·斯特隆斯基创造了短语“维斯瓦河奇迹”（“Cud nad Wisłą”），以表达他对毕苏斯基“乌克兰冒险”的反对。斯特隆斯基的这个短语被一些或爱国或虔诚的波兰人用作对毕苏斯基的赞辞，他们并未注意到斯特隆斯基隐含在其中的讽喻意义。法国军事使节团的一位年轻成员戴高乐后来会用到从波苏战争和毕苏斯基习得的一些经验。
1921年2月，毕苏斯基访问巴黎，在那里他与法国总统亚历山大·米勒兰谈判，以将成立法波同盟一事确定下来，而这一同盟将在同一年晚些时候正式建立。象征波苏战争结束的里加条约在1921年签署，条约规定俄罗斯和波兰将瓜分白俄罗斯和乌克兰。毕苏斯基称这份条约是“懦弱条约”。 另外，毕苏斯基准许将军卢茨扬·热利戈夫斯基从立陶宛人手中夺下维尔纽斯，这件事和里加条约为毕苏斯基将“海间联邦”计划付诸实践之行动画上句号。
1921年9月25日，毕苏斯基因第一届东方商品交易会（Targi Wschodnie）开张而访问利沃夫，而代表乌克兰军事组织等乌克兰独立组织的斯捷潘·菲达克试图在这时暗杀毕苏斯基，但这个计划以失败告终。

### 退休与政变

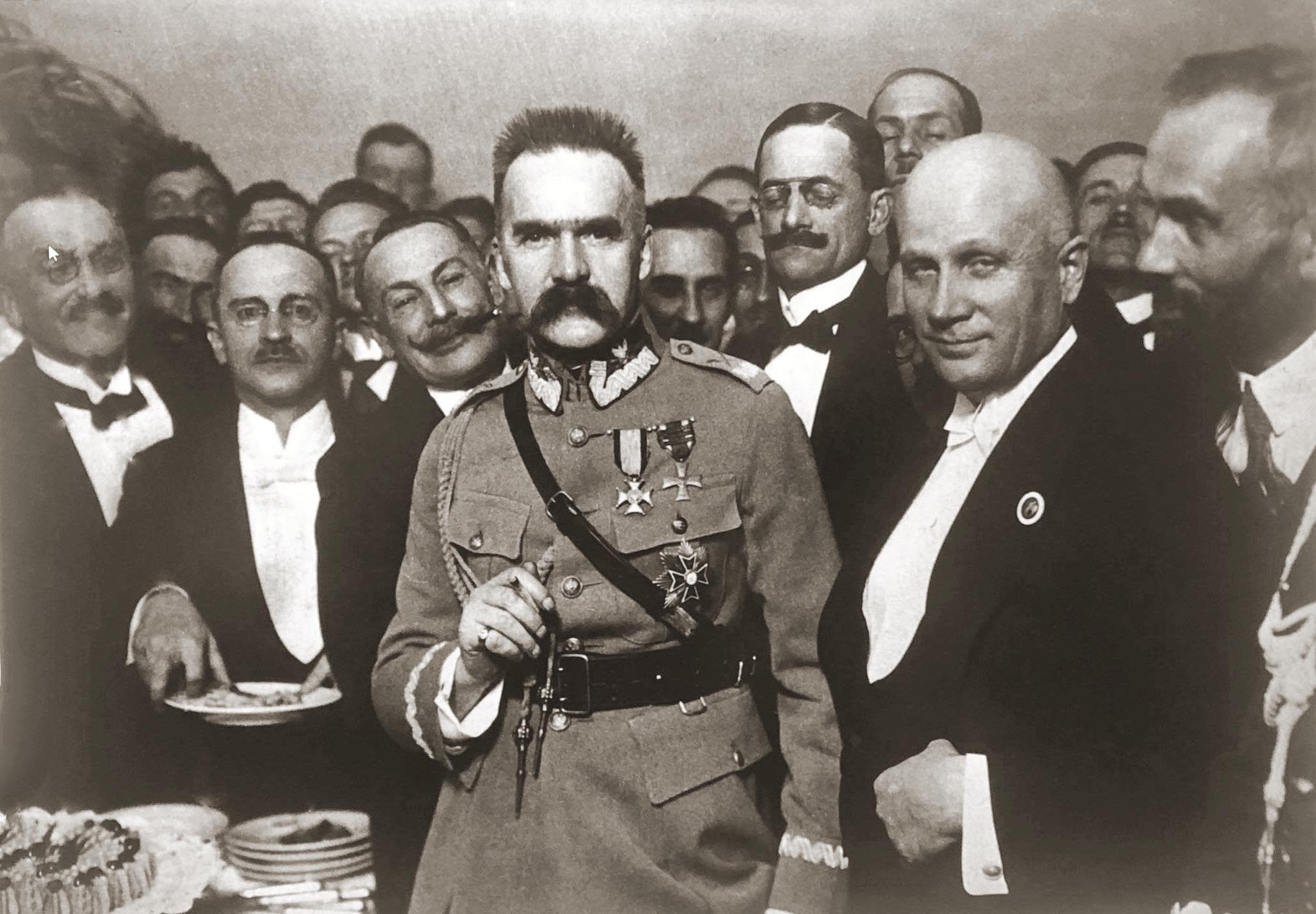
1923年7月3日，毕苏斯基在华沙布里斯托尔宾馆宣布他隐退政坛

波兰1921年3月宪法严格限制总统权力（故意阻止从战场上回来的毕苏斯基当选总统），而毕苏斯基也不再角逐这一职位。1922年12月9日，波兰国民大会推选波兰人民党“维兹沃莱涅派”的加布列尔·纳鲁托维奇为波兰总统；他的当选遭致右翼政党的反对，这也成为社会动乱的起因。12月14日，毕苏斯基在美景宫正式将他作为国家元首的权力移交给他的朋友纳鲁托维奇；而“国家元首”的称呼被“总统”代替。两天后的1922年12月16日，纳鲁托维奇被右翼画家和艺术批评家埃利吉乌什·涅维亚多姆斯基击毙，后者原本是想暗杀毕苏斯基的，但在受到民族民主党的反纳鲁托维奇宣传后，改变了目标。
对毕苏斯基而言，这是次很大的打击，这件事让他不再相信波兰能够依民主制度运作，也让他更崇尚铁腕政治。他成为总参谋长，并与军事部长瓦迪斯瓦夫·西科尔斯基一道设法通过暂时戒严稳定局势，制止动乱。
毕苏斯基的另一位同事，属于波兰人民党“皮雅斯特派”的斯坦尼斯瓦夫·沃伊切赫夫斯基当选为新总统，而同属于波兰人民党“皮雅斯特派”的文岑蒂·维托斯当选为总理。但是根据兰茨克罗纳协议，这届政府是由温和派的波兰人民党“皮雅斯特派”与右翼的国家民粹主义者联盟和基督教民主党所组成的联合政府，其中也包括毕苏斯基的右翼敌人，毕苏斯基认为，这些人是谋杀纳鲁托维奇的罪魁祸首，是不可能与他合作的政敌。1923年5月30日，毕苏斯基辞去总参谋长的职务。斯坦尼斯瓦夫·谢普蒂茨基提出军队应受民政当局更紧密的监督，而毕苏斯基将此提议批评为试图让军队政治化。6月28日，他又辞去了他最后的政治职务。同一天，瑟姆左翼议员签署一项决议，感谢他过去的贡献。毕苏斯基隐居于华沙郊外苏莱尤韦克的乡村庄园“米卢欣庄园”，这个庄园是他的战友捐赠给他的。他在那里定居下来，并写下一系列政治与军事回忆录来维持生计，其中包括《1920年》（Rok 1920）。

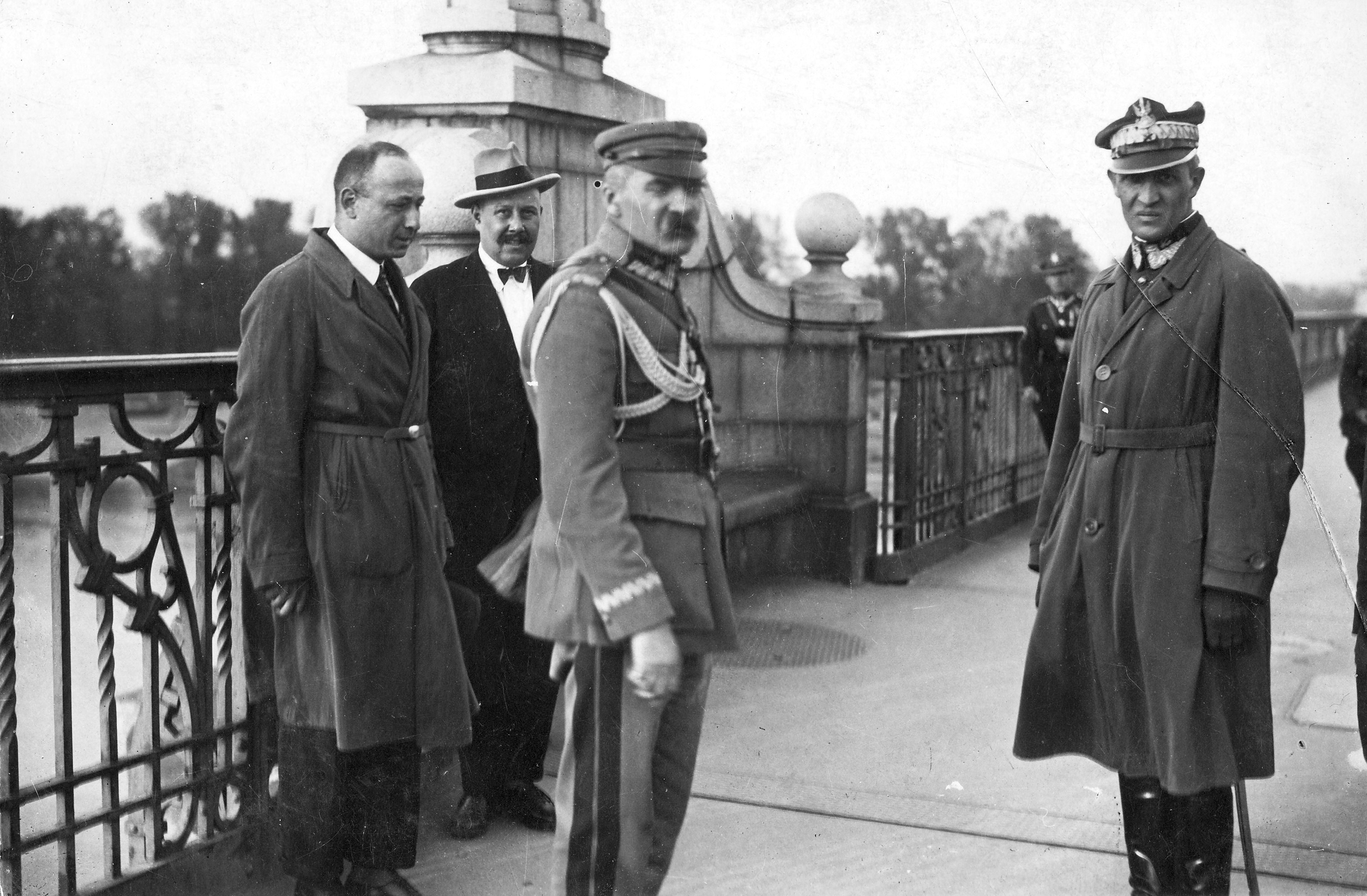
毕苏斯基在华沙的波尼亚托夫斯基桥，摄于1926年5月政变期间。右者是古斯塔夫·奥尔利奇-德雷谢尔将军

同时，波兰经济处在混乱中。恶性通货膨胀使社会动荡加剧，政府不能找到解决失业率攀升与经济危机的办法。毕苏斯基的盟友和支持者多次叫他重返政坛，他开始组织新的权力基础，这个基础以前波兰军团和波兰军队机构的成员、一部分左翼党派和一部分知识阶层党派为中心。1925年时，波兰已有几届政府接连下台，政治形势也日趋混乱，而毕苏斯基对政府更为不满，最后发出要求维托斯内阁下台的声明。
在遭到毕苏斯基强烈批评的赫耶诺-皮雅斯特联盟组建新政府的时候，毕苏斯基于1926年5月12日至14日发动五月政变并重返权力中心，这次政变得到社会党、波兰人民党“维兹沃莱涅”派、波兰农民党、甚至共产党支持。毕苏斯基希望发动不流血的政变，但政府拒绝下台；此次政变共有215名士兵和164名兵民被杀，至少900人受伤。
5月31日，瑟姆将毕苏斯基推选为波兰总统。但是毕苏斯基知道总统只有很有限的权力，谢绝出任总统。他的另一位老友伊格纳奇·莫希奇茨基顶替他当选总统。在大部分时间内，毕苏斯基的正式职务都只是国防部长、军队总检阅官和战争委员会委员长，仅仅在1926年至1928年间和1930年时两度当选总理。

### 独裁
毕苏斯基没有推行任何重大改革；他很快疏远他左翼支持者中的最激进派，并宣布他的政变是“没有改革的革命。”他的目标是令国家安定，消除他所认为的又腐败又无能的政党的影响力，并加强军队实力。

#### 内政

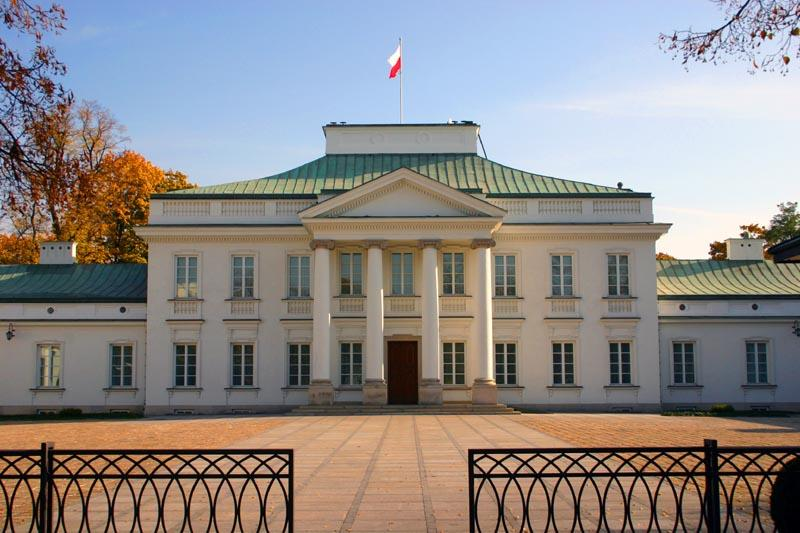
毕苏斯基当政时的官邸华沙美景宮

内政方面，毕苏斯基的政变需要扫除议会政府的限制，因为他推行“萨纳齐亚制度”（有时利用专制制度的办法）是为了让“人民的生活恢复道德意义上的健康”。自1928年起，萨纳齐亚当局被政府合作无党派集团称为现实主义政治的代表。民众的支持和有效的宣传机构让毕苏斯基得以维持他的专政，使它不会被总统推翻，就是总统也并不是由瑟姆推选出来的，而是由毕苏斯基认定的。宪法修正案在政变后的1926年8月2日通过，瑟姆的权力在宪法修正案中被缩小。自1926年到1930年，毕苏斯基主要信赖削弱反对派领导人影响力的宣传。
随着1930年波兰立法选举前对某些异见者的监禁和审判（参见布列斯特审判）和1934年贝雷扎-卡尔图斯卡隔离营（位于今比亚罗扎）的建立（那里的囚犯遭遇残酷的虐待），毕苏斯基专制而高于法律的权力在1930年代达到巅峰。在政府合作无党派集团于1930年获胜后，毕苏斯基将国内事务推给他的上校团，而自己则专心于军事和外交上。 他因他对政治反对派的处置遭到相当大的非议，而布列斯特审判事件（1930年对持不同政见者的监禁和审判）遭到国际谴责，并使波兰声誉受到损害。

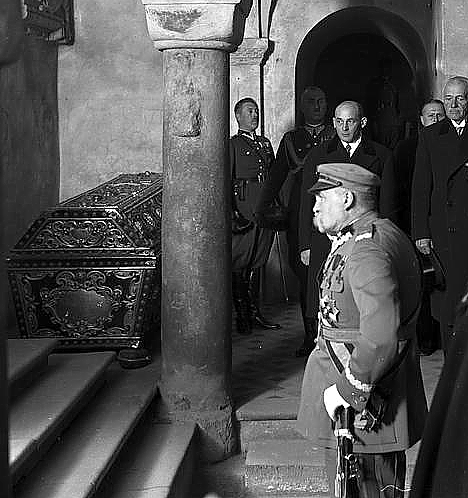
1933年，约瑟夫·毕苏斯基来到约翰三世墓地谒陵，以纪念1683年维也纳之戰爆发250周年

毕苏斯基对波兰的民主制度越发失望。为了回应即将开始的不信任投票，他发出了将瑟姆称为“妓女”这样的过激言论，并在瑟姆大楼内部署90名武装军官，当时和现在的观察员都将这件事看作是独裁者对政治质疑的回应的范例。
毕苏斯基的主要目标之一是将波兰的政治体制由议会制转为总统制；但是，他反对引入极权主义。1935年4月，波兰新宪法（即四月宪法）得到采用，这部宪法是毕苏斯基的支持者根据毕苏斯基的要求所修改的，并且加大了总统的权力，但这样一部宪法来得太晚，毕苏斯基已经对总统一职不感兴趣；虽然如此，波兰直到第二次世界大战之前所采用的都是四月宪法，而波兰流亡政府在二战时及战后也一直使用这部宪法。 
但是，相较于理性-法律权威而言，毕苏斯基统治波兰更依靠魅力型权威。他的追随者中没有人会自称是他的合法继承人，他死后，萨纳齐亚政体将会很快崩溃，而波兰将回到前毕苏斯基时代的议会政治竞争状态中。
毕苏斯基开创了一个社会稳定的时代，而且这个时代占波兰第二共和国人口三分之一的少数民族的情况有所好转。 毕苏斯基将民族民主党的“民族同化”政策转变为“国家意识统一”政策：公民不以他们的种族衡量，而是以他们对国家的忠心衡量。他让“国家意识统一”政策同样适用于波兰犹太人，这种做法被广泛认为是他对民族民主党反犹政策的回应。很多波兰犹太人对毕苏斯基时期（1926年至1935年）及毕苏斯基本人具有好感，而在毕苏斯基任命的总理卡齐米日·巴尔泰尔执政期间，这些犹太人的情况得到很大改善。很多犹太人将毕苏斯基视为抑制波兰反犹主义趋势并维持社会治安的唯一希望；他是社会稳定的保证者和犹太人之友，这些犹太人投票支持他，并积极加入他的政治集团。1935年毕苏斯基去世，波兰犹太人的基本生活条件因此恶化。
1930年代，因为一系列事件的发生，政府与少数民族的关系恶化，这些事件包括大萧条和由“乌克兰民族主义组织”的恐怖袭击与政府的绥靖行动所构成的恶性循环。少数民族的动乱也与波兰的外交政策有关。在东加利西亚动乱（当地人口以乌克兰人为主）遭到镇压，近1800人遭到逮捕后，麻烦接踵而至。政府与德意志人之间也开始出现摩擦，这种摩擦在上西里西亚地区尤为显著。虽然政府还没到推行反犹政策的地步，但是犹太人（占波兰人口的8.6%）开始对因大萧条所造成的经济颓势不满。总之，到毕苏斯基本人去世前为止，他的政府与少数民族之间的关系越来越成问题。
军事方面，毕苏斯基虽在策划“维斯瓦河奇迹”时显露出睿智军事战略家的风范，但因专心于人事管理，忽视军事战略和装备而遭到一些人的批评。他在波苏战争（1919年-1921年）的经验也许令他高估了骑兵的价值，忽视了对装甲兵和空军的发展。但是也有人称，毕苏斯基支持空军和装甲兵的建设，自1920年代末便更是如此。这个时候波兰军队的现代化受到限制可能是因为资金短缺，而不是因为毕苏斯基的理念有问题。

#### 外交

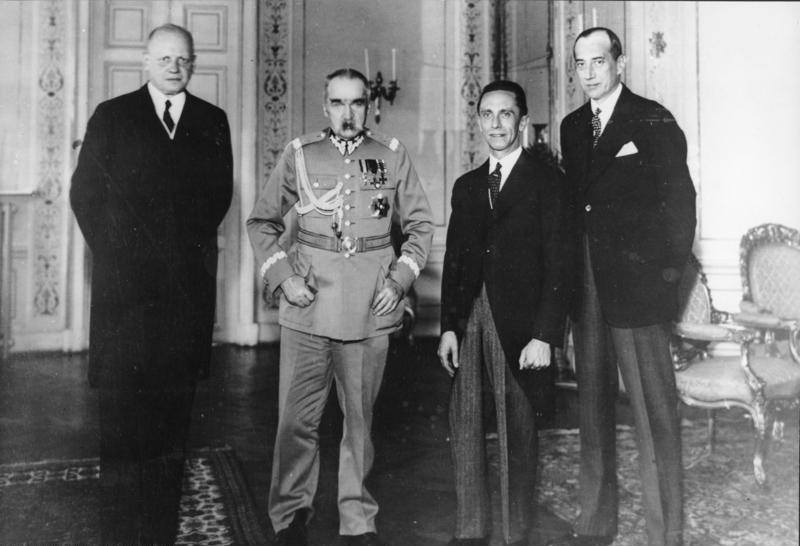
德国大使汉斯-阿道夫·冯·摩尔特克、毕苏斯基、约瑟夫·戈培尔和波兰外长约瑟夫·贝克，摄于1934年6月15日的华沙，五个月前，波德双方签署波德互不侵犯条约

在毕苏斯基的统治下，波兰与邻国罗马尼亚、匈牙利和拉脱维亚维持良好关系，但与捷克斯洛伐克关系紧张，与立陶宛的关系也依旧不见好转。波兰与魏玛共和国和苏联的关系则多变化，但就毕苏斯基的统治时期而言，大部分时间还是能够称为是中立的。
毕苏斯基制定了普罗米修斯计划，这个计划通过支持俄罗斯帝国（或其继承者苏联）境内的非俄罗斯民族分离活动，来达到削弱上述两国的目的。自1927年至1939年二战爆发前，负责协调此计划的人是军事情报官埃德蒙德·哈拉什凯维奇。战间期时，普罗米修斯运动实效寥寥。毕苏斯基希望在国际上保持自己国家的独立性。他在他的门徒外交部长约瑟夫·贝克的协助下，与法国和英国这样的西方势力以及罗马尼亚和匈牙利这样实力较弱的友好邻邦结盟，以此为波兰寻求帮助。
作为法波联盟和波罗联盟（小协约国的一环）的支持者，毕苏斯基为法国和英国在签署洛迦诺条约时显而易见的绥靖政策感到失望。 毕苏斯基因此也致力于与苏联和德国保持良好关系；故毕苏斯基与上述两大强邻签署互不侵犯条约，分别是1932年的苏波互不侵犯条约和1934年的德波互不侵犯条约。签署这两份条约的目的是加强波兰在其盟友与邻国眼中的地位。
毕苏斯基明白这些条约只是一纸空文，并论到：“签订这些条约，我们就像是跨坐两条板凳。这种日子不会太久。我们要知道我们先是因为哪条板凳而摔倒，我们也要知道我们什么时候才会摔倒。”有人为签订上述两份不侵犯条约一事对毕苏斯基提出批评，并谴责他低估了希特勒的野心并给了德国重整军备的时间；还让斯大林能够排除异己（特别是在乌克兰），而这些异己正是毕苏斯基的普罗米修斯计划所扶持的。
在阿道夫·希特勒于1933年1月取得权力后，就有传言称毕苏斯基建议法国发起对德的预防性战争。当时的德国已经违抗《凡尔赛和约》，公然扩充军备，而此事表明了毕苏斯基曾试探过法国在对德展开军事行动一事上。法国的冷漠回應也许成为了波兰在1934年1月签署德波互不侵犯条约的原因。但是兩國間的外交文献从未提到毕苏斯基曾提出过这样的发起预防性战争的建议。
希特勒多次提议成立对抗苏联的德波联盟，但毕苏斯基拒绝这一提议，相反，他在利用宝贵的时间为波德或波苏之间可能爆发的战争做准备。希特勒钦佩毕苏斯基的领导才能和他的成功政变，他一直希望能与毕苏斯基进行私人会面，但这一建议也遭到拒绝。
毕苏斯基生前曾告诉约瑟夫·贝克，波兰的政策必须是与德国保持中立，保持波兰与法国的联盟，并改善与英国的关系。

### 逝世

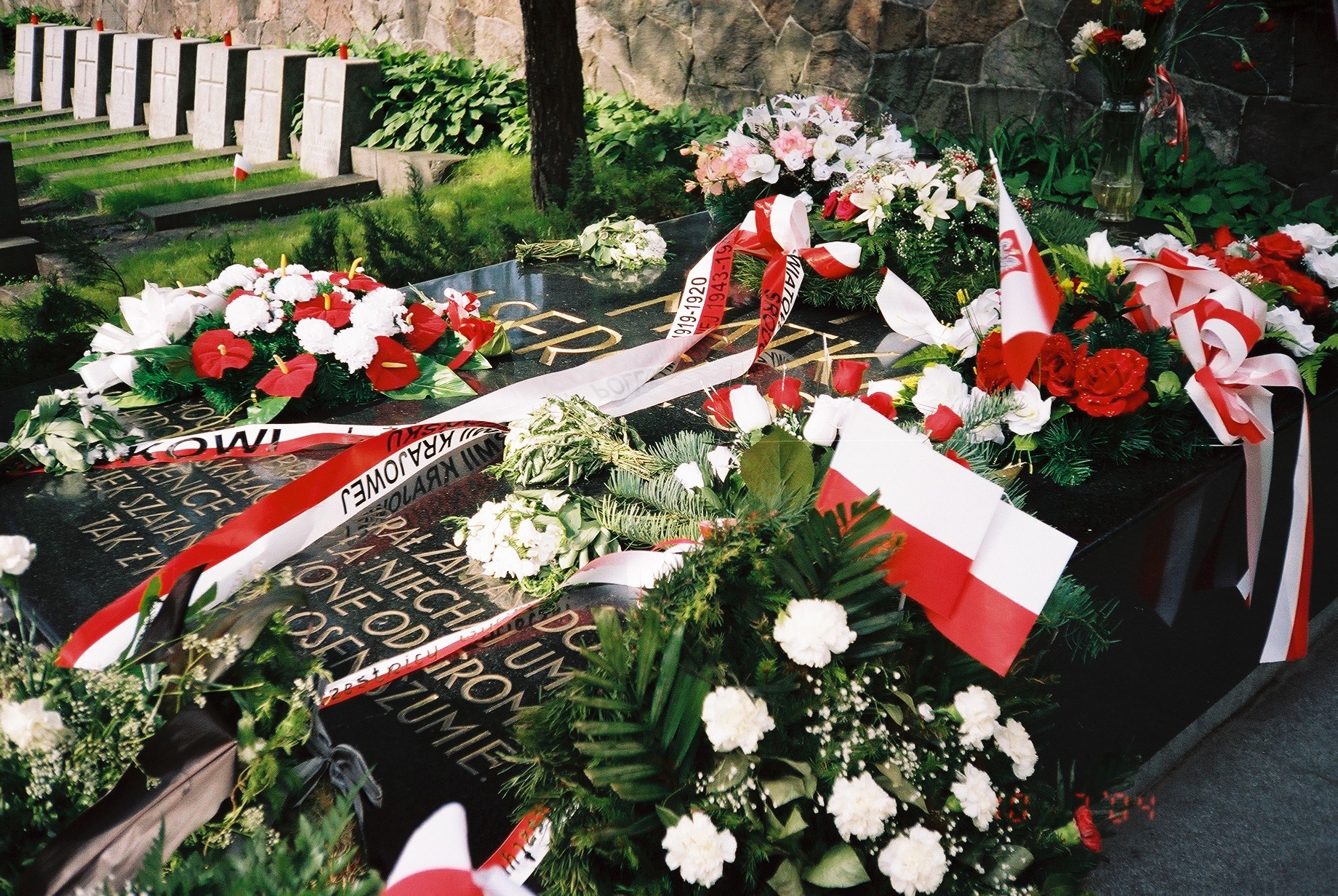
位于立陶宛维尔纽斯的毕苏斯基的母亲的坟墓。巨大黑色的墓碑这么写道：“一位母亲和他孩子的心”（“Matka i serce syna”），上面还有尤柳什·斯沃瓦茨基一首诗中感人至深的一行诗句。

到1935年为止，毕苏斯基的健康状况在这些年已不断恶化，而民众对此尚不知情。1935年5月12日，他因肝癌在华沙美景宫逝世。当局宣布他逝世的消息后不到半个小时，纪念他一生的典礼自然而然地开始了。这次典礼由军队人员举办，其中包括过去的军团士兵、波兰军队机构成员、波苏战争老兵、和他作为国家元首乃至后来的总理和总检阅官时的政治伙伴。
波兰共产党当即指责毕苏斯基为一个法西斯主义者和资本主义拥戴者，尽管法西斯主义者本身不会这么看。但是其他反对萨纳齐亚政权的人士更加温和；社会主义者（例如伊格纳奇·达申斯基和托马什·阿尔齐谢夫斯基）和基民党人士（以伊格纳奇·帕德莱夫斯基、斯坦尼斯瓦夫·沃伊切赫夫斯基和瓦迪斯瓦夫·格拉布斯基）前来吊唁他。人民党对此事分为两派（文岑蒂·维托斯对毕苏斯基提出批评，但是马切伊·拉塔伊和斯坦尼斯瓦夫·苏古特支持他），而罗曼·德莫夫斯基的国家民主党温和地批评了他。
吊唁仪式按照波兰天主教的仪式进行，并由波兰大主教奥古斯特·赫隆德及自称为元帅的“私人朋友”的庇护十一世主持。值得注意的是，少数民族和少数宗教都对毕苏斯基表示感激。东正教、希腊东正教、新教、犹太教和伊斯兰教机构都为他举行吊唁仪式，并称赞他的宗教宽容政策。他的逝世对犹太人是一次打击，甚至在几年后，他们还是都将他惦记为“保护犹太人”的“非常好人”。 
少数民族的主流机构都支持他民族宽容的政策，但是除波兰共产主义者外，犹太人工会联盟和乌克兰人、德意志人与立陶宛人中的极端主义者也批评他。
国际方面，庇护十一世在5月18日于圣座举行特别仪式，日内瓦国联为此举行特别仪式，各国首脑中很多都向波兰发出吊唁信，这些首脑包括德国的希特勒、苏联的斯大林、意大利的墨索里尼和维托里奥·埃马努埃莱三世、法国的阿尔贝·勒布伦和皮埃尔·埃蒂安纳-弗兰迪、奥地利的威廉·米克拉斯、日本天皇裕仁和英国国王乔治五世。
纪念仪式、弥撒和一次规模宏大的葬礼都已完毕，一列葬礼火车环行波兰。波兰铸币厂发行了一枚10兹罗提的银质纪念币，上面印有元帅的侧面像。一系列明信片、邮票和邮戳也得到发行。在克拉科夫瓦维尔主教座堂圣列奥纳德地下室陈列两年后，毕苏斯基的遗体（大脑和心脏已被除去，其中大脑被放置在史特凡·巴托利大学，供教学用；而毕苏斯基的心脏与他母亲同葬在维尔纽斯拉索斯公墓，现在仍在那里）被放置在主教座堂地下室的银钟下。1937年，毕苏斯基的死敌，时任克拉科夫大主教的亚当·萨皮耶哈将毕苏斯基的遗体重新安葬，此举遭致人们的普遍反对，有人甚至要萨皮耶哈辞去神职。

## 影响
|  | 我不会去规定你们如何写我的生平与事业，不要把我写成多愁善感的啜泣者就好。”——毕苏斯基，1908年。 |

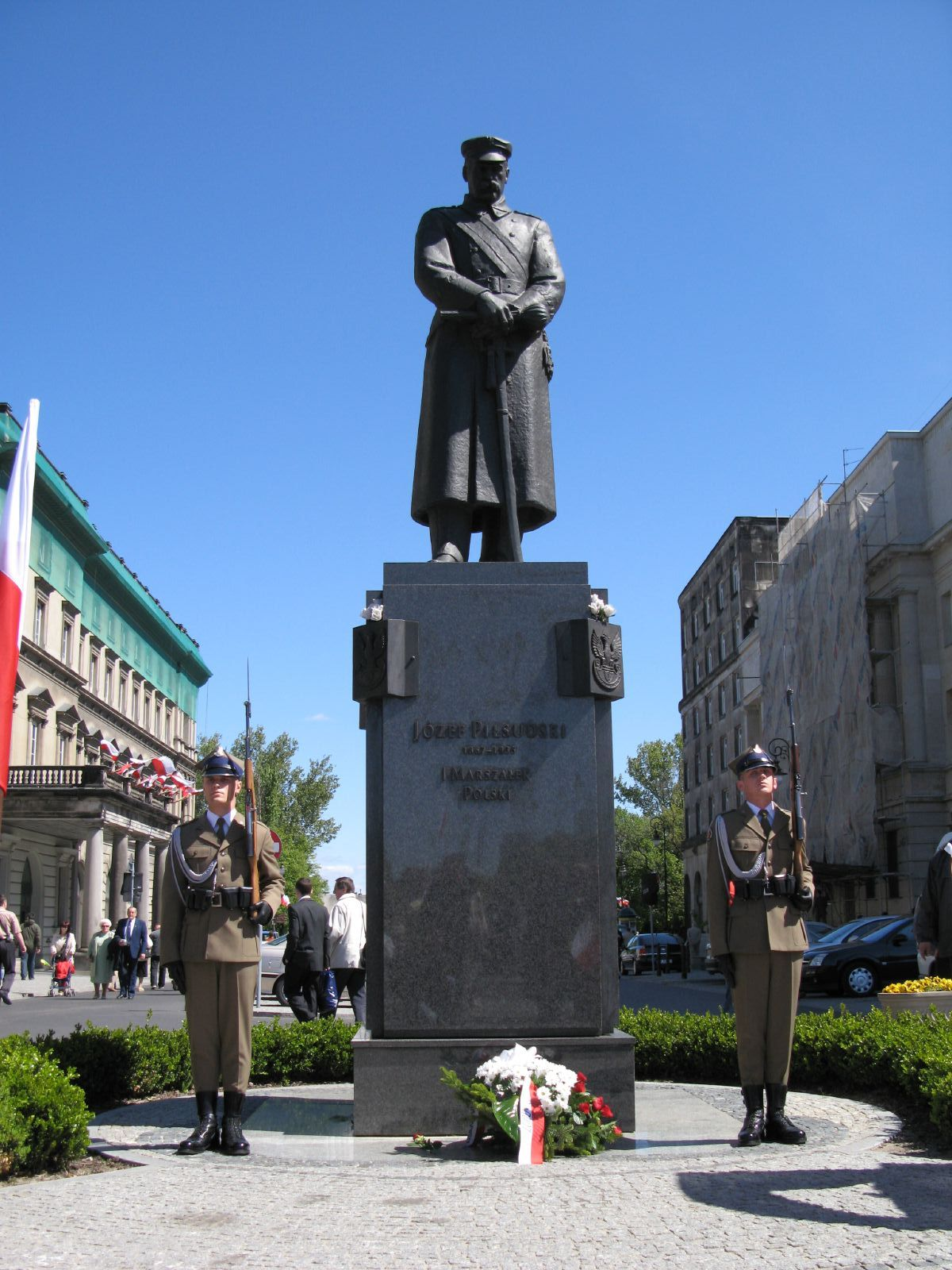
华沙毕苏斯基广场上的毕苏斯基像

1935年5月13日，依照毕苏斯基的遗愿，爱德华·雷兹-希米格维被总统和政府任命为波兰军队总检阅官，并于1936年11月10日晋升为波兰元帅。伊格纳奇·莫希奇茨基留任波兰总统。雷兹成为当时波兰最有权势的人之一——“仅次于总统的国家第二号人物”。很多人将雷兹-希米格维视为毕苏斯基的继任者，但前者的影响力远不及于后者。
波兰政府变得越来越专制保守，雷兹-希米格维的行为遭致更加温和的伊格纳奇·莫希奇茨基反对。1938年雷兹-希米格维与莫希奇茨基和解，余下的统治集团却分为“总统派”和“元帅派”，总统派（又称为“城堡组织”，以当时总统官邸王室城堡命名）主要由平民构成，而元帅派包括职业军人和毕苏斯基的老战友（“毕苏斯基的上校”）。波兰战役后，上述的一些政治派别继续留在了波兰流亡政府。
毕苏斯基留给波兰的遗产跟显克微支笔下的奥努弗雷·扎格沃巴所沉思的一样，是波兰的奥利弗·克伦威尔。这样的元帅既会得到炽烈的拥护，也会遭致刻薄的指责。
1935年毕苏斯基的葬礼上，总统莫希奇茨基对元帅赞颂到：“他是我们心中的国王和我们希望的君主。在他辛勤劳累的半个世纪里，他一个接着一个地博得了我们的心，我们的魂，直到他将整个波兰染成他王室气概的紫色……他给了波兰自由、领土、权力和世人的尊敬。”
第二次世界大战后成立的波兰人民共和国实际上是苏联卫星国，而毕苏斯基的思想对这样的波兰的影响已所剩无几，尤其要说的是，当时的波兰没法继承毕苏斯基的事业，既没法联合波兰与其邻国成立海间联邦，也没法进行普罗米修斯计划，将俄罗斯分裂，将被强行并入俄罗斯的国家解放。
战后的十年间，波兰的共产政权对毕苏斯基和战间期的波兰第二共和国不是忽视，就是指责。但是，尤其是在去斯大林化和波兰十月（1956年）时，波兰史学界对毕苏斯基的态度逐步发生改变，摆脱了以往的完全否定，变得更加中立平衡。
在东欧剧变，1991年苏联解体后，毕苏斯基再次成为公认的波兰民族英雄。1995年5月12日，波兰瑟姆在他逝世六十周年的纪念上接受一项决议：“在我们国家的记忆里，约瑟夫·毕苏斯基仍会是一位为波兰赢得独立的人，一位取得胜利的领导人，他抵挡了外国入侵，也使整个欧洲及其文明免遭荼毒。约瑟夫·毕苏斯基兢兢业业地为他的国家效劳，他将永载史册。”
但是毕苏斯基的政治行动仍然具有争议，其中1926年5月政变、布列斯特审判（1931年-1932年）、1934年贝雷扎-卡尔图斯卡隔离营的成立和继任的波兰政府制定一贯而有建设性的少数民族政策的失败更是如此。虽然如此，毕苏斯基仍被大多数波兰人视为20世纪中国家的幸运人物。
毕苏斯基以自己的名字命名几支军队，其中包括军团第一步兵师和第五十一号装甲列车（“I Marszałek”——第一元帅）。
同样以毕苏斯基命名的还有克拉科夫四座假山之一，毕苏斯基山；以及一座位于纽约，研究现代波兰史的研究中心与博物馆，美国约瑟夫·毕苏斯基学会；还有华沙约瑟夫·毕苏斯基体育大学；以及一艘客船“毕苏斯基号”；一艘炮舰“毕苏斯基舰长号”；和一匹赛马“毕苏斯基”。事实上每座波兰城市都有条“毕苏斯基街”（相比之下，以毕苏斯基的死敌罗曼·德莫夫斯基命名的街道即使真实存在，也是屈指可数，就算是在他的政治大本营大波兰也是如此）。很多波兰城市都有毕苏斯基的雕像；毕苏斯基雕像最密集的地方位于华沙，那个地方是毕苏斯基住处美景宫和毕苏斯基广场之间的一个区域，两者仅相距1英里多，却建有3座雕像。
很多小说作品都有毕苏斯基这个角色，譬如尤柳什·卡登-班德洛夫斯基在1922年所写的小说《巴尔奇将军》（Generał Barcz）亚切克·杜卡伊在2007年所写的小说《冰》。波兰国家图书馆列出了至少500部与毕苏斯基有关的书刊； 而美国国会图书馆列出了至少300部。2001年，安德热·特若斯-拉斯塔维茨基指导拍摄了波兰电视纪录片《毕苏斯基元帅》（Marszałek Piłsudski），其中的主题就是毕苏斯基的一生。

## 祖先
|  |                                             |  |  |  |  |  |  |  |  |  |  |  |  |  |  |  |
|  | 卡齐米日·卢德维克·毕苏斯基                  |  |  |  |  |  |  |  |  |  |  |  |  |  |  |  |
|  |                                             |  |  |  |  |  |  |  |  |  |  |  |  |  |  |  |
|  |                                             |  |  |  |  |  |  |  |  |  |  |  |  |  |  |  |
|  | 卡齐米日·毕苏斯基（1752年-约1820年）        |  |  |  |  |  |  |  |  |  |  |  |  |  |  |  |
|  |                                             |  |  |  |  |  |  |  |  |  |  |  |  |  |  |  |
|  |                                             |  |  |  |  |  |  |  |  |  |  |  |  |  |  |  |
|  | 罗扎莉亚·普日娜公主                         |  |  |  |  |  |  |  |  |  |  |  |  |  |  |  |
|  |                                             |  |  |  |  |  |  |  |  |  |  |  |  |  |  |  |
|  |                                             |  |  |  |  |  |  |  |  |  |  |  |  |  |  |  |
|  | 皮奥特尔·帕维乌·毕苏斯基（1794年-1851年）   |  |  |  |  |  |  |  |  |  |  |  |  |  |  |  |
|  |                                             |  |  |  |  |  |  |  |  |  |  |  |  |  |  |  |
|  |                                             |  |  |  |  |  |  |  |  |  |  |  |  |  |  |  |
|  | 瓦莱里安·比莱维奇                           |  |  |  |  |  |  |  |  |  |  |  |  |  |  |  |
|  |                                             |  |  |  |  |  |  |  |  |  |  |  |  |  |  |  |
|  |                                             |  |  |  |  |  |  |  |  |  |  |  |  |  |  |  |
|  | 安娜·比莱维奇（1761年-1837年）              |  |  |  |  |  |  |  |  |  |  |  |  |  |  |  |
|  |                                             |  |  |  |  |  |  |  |  |  |  |  |  |  |  |  |
|  |                                             |  |  |  |  |  |  |  |  |  |  |  |  |  |  |  |
|  | 波乌宾斯卡公主                              |  |  |  |  |  |  |  |  |  |  |  |  |  |  |  |
|  |                                             |  |  |  |  |  |  |  |  |  |  |  |  |  |  |  |
|  |                                             |  |  |  |  |  |  |  |  |  |  |  |  |  |  |  |
|  | 约瑟夫·温岑蒂·毕苏斯基（1833年-1902年）     |  |  |  |  |  |  |  |  |  |  |  |  |  |  |  |
|  |                                             |  |  |  |  |  |  |  |  |  |  |  |  |  |  |  |
|  |                                             |  |  |  |  |  |  |  |  |  |  |  |  |  |  |  |
|  | 伊格纳齐·布特勒                             |  |  |  |  |  |  |  |  |  |  |  |  |  |  |  |
|  |                                             |  |  |  |  |  |  |  |  |  |  |  |  |  |  |  |
|  |                                             |  |  |  |  |  |  |  |  |  |  |  |  |  |  |  |
|  | 温岑蒂·布特勒（1771年-1843年）              |  |  |  |  |  |  |  |  |  |  |  |  |  |  |  |
|  |                                             |  |  |  |  |  |  |  |  |  |  |  |  |  |  |  |
|  |                                             |  |  |  |  |  |  |  |  |  |  |  |  |  |  |  |
|  | 埃尔日别塔·库尔谢夫斯卡                     |  |  |  |  |  |  |  |  |  |  |  |  |  |  |  |
|  |                                             |  |  |  |  |  |  |  |  |  |  |  |  |  |  |  |
|  |                                             |  |  |  |  |  |  |  |  |  |  |  |  |  |  |  |
|  | 泰奥多拉·乌尔舒拉·布特勒尔（1811年-1886年） |  |  |  |  |  |  |  |  |  |  |  |  |  |  |  |
|  |                                             |  |  |  |  |  |  |  |  |  |  |  |  |  |  |  |
|  |                                             |  |  |  |  |  |  |  |  |  |  |  |  |  |  |  |
|  | 玛乌戈扎塔·比莱维奇（？-约1861年）          |  |  |  |  |  |  |  |  |  |  |  |  |  |  |  |
|  |                                             |  |  |  |  |  |  |  |  |  |  |  |  |  |  |  |
|  |                                             |  |  |  |  |  |  |  |  |  |  |  |  |  |  |  |
|  | 约瑟夫·克莱门斯·毕苏斯基（1867年-1935年）   |  |  |  |  |  |  |  |  |  |  |  |  |  |  |  |
|  |                                             |  |  |  |  |  |  |  |  |  |  |  |  |  |  |  |
|  |                                             |  |  |  |  |  |  |  |  |  |  |  |  |  |  |  |
|  | 亚当·比莱维奇                               |  |  |  |  |  |  |  |  |  |  |  |  |  |  |  |
|  |                                             |  |  |  |  |  |  |  |  |  |  |  |  |  |  |  |
|  |                                             |  |  |  |  |  |  |  |  |  |  |  |  |  |  |  |
|  | 卡茨佩尔·比莱维奇（？-约1840年）            |  |  |  |  |  |  |  |  |  |  |  |  |  |  |  |
|  |                                             |  |  |  |  |  |  |  |  |  |  |  |  |  |  |  |
|  |                                             |  |  |  |  |  |  |  |  |  |  |  |  |  |  |  |
|  | 安东尼·比莱维奇（1815年-1860年）            |  |  |  |  |  |  |  |  |  |  |  |  |  |  |  |
|  |                                             |  |  |  |  |  |  |  |  |  |  |  |  |  |  |  |
|  |                                             |  |  |  |  |  |  |  |  |  |  |  |  |  |  |  |
|  | 科夫纳茨卡                                  |  |  |  |  |  |  |  |  |  |  |  |  |  |  |  |
|  |                                             |  |  |  |  |  |  |  |  |  |  |  |  |  |  |  |
|  |                                             |  |  |  |  |  |  |  |  |  |  |  |  |  |  |  |
|  | 玛丽娅·比莱维奇（1842年-1884年）            |  |  |  |  |  |  |  |  |  |  |  |  |  |  |  |
|  |                                             |  |  |  |  |  |  |  |  |  |  |  |  |  |  |  |
|  |                                             |  |  |  |  |  |  |  |  |  |  |  |  |  |  |  |
|  | 约阿希姆·米哈沃夫斯基（1744年–1831年）      |  |  |  |  |  |  |  |  |  |  |  |  |  |  |  |
|  |                                             |  |  |  |  |  |  |  |  |  |  |  |  |  |  |  |
|  |                                             |  |  |  |  |  |  |  |  |  |  |  |  |  |  |  |
|  | 沃依切赫·米哈沃夫斯基                       |  |  |  |  |  |  |  |  |  |  |  |  |  |  |  |
|  |                                             |  |  |  |  |  |  |  |  |  |  |  |  |  |  |  |
|  |                                             |  |  |  |  |  |  |  |  |  |  |  |  |  |  |  |
|  | 卢德维卡·塔拉什凯维奇（1784年–1836年）      |  |  |  |  |  |  |  |  |  |  |  |  |  |  |  |
|  |                                             |  |  |  |  |  |  |  |  |  |  |  |  |  |  |  |
|  |                                             |  |  |  |  |  |  |  |  |  |  |  |  |  |  |  |
|  | 海伦娜·米哈沃夫斯卡（？-1846年）            |  |  |  |  |  |  |  |  |  |  |  |  |  |  |  |
|  |                                             |  |  |  |  |  |  |  |  |  |  |  |  |  |  |  |
|  |                                             |  |  |  |  |  |  |  |  |  |  |  |  |  |  |  |
|  | 温岑蒂·布特勒（1771年-1843年）              |  |  |  |  |  |  |  |  |  |  |  |  |  |  |  |
|  |                                             |  |  |  |  |  |  |  |  |  |  |  |  |  |  |  |
|  |                                             |  |  |  |  |  |  |  |  |  |  |  |  |  |  |  |
|  | 埃尔日别塔·布特勒（？—1894年）              |  |  |  |  |  |  |  |  |  |  |  |  |  |  |  |
|  |                                             |  |  |  |  |  |  |  |  |  |  |  |  |  |  |  |
|  |                                             |  |  |  |  |  |  |  |  |  |  |  |  |  |  |  |
|  | 玛乌戈扎塔·比莱维奇（？-约1861年）          |  |  |  |  |  |  |  |  |  |  |  |  |  |  |  |
|  |                                             |  |  |  |  |  |  |  |  |  |  |  |  |  |  |  |
|  |                                             |  |  |  |  |  |  |  |  |  |  |  |  |  |  |  |

## 后代
共产党政权倒台后，毕苏斯基元帅的两个女儿都在1990年回到波兰。娅德维加·毕苏斯卡的女儿约安娜·亚拉切夫斯卡在1979年回到波兰。她在那里与政治犯，团结工会活动家亚努什·奥内什凯维奇结婚。两人都积极参与1979年至1989年间波兰人的反共斗争。

## 荣誉与勋章

### 波兰
- 白鹰勋章（1921年）
- 英勇战斗勋章，第一级、二级、四级、五级
- 带剑独立勋章（1930年11月6日）
- 波兰光复勋章，第一级和第二级
- 勇敢十字勋章（四次）
- 金色荣誉十字勋章（四次，包括在1931年获得的那枚）
- 立陶宛中部军队荣誉勋章
- 西里西亚绶带荣誉勇气勋章
- 标记军官“伞”（1912年）
- “忠诚服务”徽章（1916年）
- 童子军十字勋章（1920年”
- “金色贸易联盟”主要的火力旅联盟
- 卡尼奥夫斯基十字勋章（1929年）
- “波兰军团指挥官约瑟夫·毕苏斯基”徽章（1916年）
- 来自在1914年至1921年间被监禁的前思想犯纪念徽章（1928年）

### 外国
- 蓝色斗篷勋章（阿富汗）
- 铁十字勋章，第三级（奥匈帝国）
- 大十字利奥波德勋章（比利时）
- 圣剑绶带亚历山大大帝勋章（保加利亚）
- 南十字勋章（巴西）
- 1918年勇敢十字勋章（捷克斯洛伐克）
- 鹰十字勋章，第一级（爱沙尼亚，1930年）
- 凯特斯利德之星大十字勋章、勇气勋章和自由勋章，第一级（爱沙尼亚）
- 芬兰白玫瑰勋章，第一级
- 荣誉军团大十字勋章，第25864号（持续计数）和军事勋章（法国）
- 英勇作战勋章
- 旭日章，第一级（日本）
- 卡拉乔尔杰之星勋章（南斯拉夫）
- 拉奇普莱西斯勋章，第一级（拉脱维亚）
- 耶路撒冷圣约翰主权军事骑士团勋章，第四级
- 大十字剑与塔勋章（葡萄牙）
- 卡罗尔一世勋章第一级和勇敢者米哈伊勋章第一级、第二级和第三级（罗马尼亚）
- 大十字勇敢勋章（匈牙利）
- 圣莫里斯和圣拉撒路勋章，萨伏伊军事勋章第一级（意大利）

### 荣誉博士学位
- 雅盖隆大学（1920年4月28日）
- 波兹南亚当·密茨凯维奇大学（1933年11月11日）
- 华沙大学（1921年5月2日）
- 维尔纽斯斯特凡·巴托利大学（1921年9月）

### 引用
1. ↑  Davies 1986, 第139页.
2. ↑  Snyder 2004, 第70页.
3. ↑  . 大英百科全书.   [2007年12月17日].
4. ↑  . 大英百科全书.   [2007年12月17日]. （原始内容存档于2008年7月25日）.
. 简明大英百科全书.   [2007年12月17日].[永久]
5. ↑  . Columbia Encyclopedia, Sixth Edition.   [December 17, 2007]. （原始内容存档于2009-01-12）.
6. 1 2  . Encarta. Microsoft.   [2006年5月30日]. （原始内容存档于2009年8月20日）.
7. ↑  . www.pilsudski.org.   [2021-06-23]. （原始内容存档于2022-03-24）.
8. ↑  Plach 2006, 第14页.
9. 1 2 3 4 5 6 7 8  Drozdowski & Szwankowska 1995,第9–11页.
10. ↑  Lieven 1994, p. 159 （页面存档备份，存于）.
11. ↑  Lerski 1996, p. 441 （页面存档备份，存于）.
12. ↑  Held 1992, 第249页 （页面存档备份，存于）.
13. ↑  约瑟夫·毕苏斯基和波兰独立——指挥官传奇 （页面存档备份，存于）. 2009年9月16日查阅
14. ↑  Roos 1966, 第14页; Rothschild 1990, 第45页.
15. ↑  National identity and foreign policy: nationalism and leadership in Poland, Russia and Ukraine Ilya Prizel,Cambridge University Press, 1998年, 第60页
16. 1 2 3  Torbus 1999, 第25页 （页面存档备份，存于）.
17. 1 2  Goldfarb 1992, 第152页.
18. 1 2  Drozdowski & Szwankowska 1995, 第6页.
19. 1 2  Roshwald 2002, 第60页.
20. 1 2 3 4 5 6 7 8 9 10 11 12 13 14 15 16 17 18 19 20 21 22 23 24  . Poland.gov.   [2009年9月16日]. （原始内容存档于2006年2月13日） （波兰语）.
21. 1 2 3 4 5  Pidlutskyi 2004.
22. ↑  Urbankowski 1997, vol. 1, 第13–15页.
23. ↑  Lerski 1996, 第449页 （页面存档备份，存于）.
24. ↑  Davies 2005, 第40页.
25. ↑  Bideleux 1998, 第186页
26. ↑  Roshwald 2001, 第36页.
27. ↑  Robert Blobaum. Feliks Dzierzynsky and the SDKPiL: A study of the origins of Polish Communism. 1984. ISBN 978-0-88033-046-6 第30页.
28. 1 2  MacMillan 2003, 第208页.
29. 1 2 3 4 5 6 7 8 9 10 11 12 13 14 15 16 17 18 19 20 21 22 23 24 25 26 27  Chojnowski, Andrzej. . Internetowa encyklopedia PWN. PWN.   [2008年1月15日]. （原始内容存档于2008年5月3日） （波兰语）.
30. 1 2  . ICRAP: wersja polska.   [2007年8月2日]. （原始内容存档于2007年7月16日） （波兰语）.
31. 1 2  Urbankowski 1997, 第1卷, 第50页.
32. ↑  Landau, Rom; Geoffrey Dunlop.  第1版. Jarrolds. 1930年: 第30–32页.
33. 1 2  Urbankowski 1997, 第1卷, 第62–66页.
34. 1 2  Urbankowski 1997, 第1卷, 第68–69页.
35. ↑  Urbankowski 1997, 第1卷, 第74–77页.
36. ↑  Šimelionis, Izidorius. . Lietuvos rytas. 2007-07-17  [2007年12月8日]. （原始内容存档于2007-08-10） （立陶宛语）.
37. ↑  Jędrzejewicz 1994, 第13页.
38. ↑  Urbankowski 1997, 第1卷第71页.
39. ↑  Urbankowski 1997, 第1卷, 第88页.
40. 1 2 3  MacMillan 2003, 第209页.
41. ↑  Urbankowski 1997, 第1卷, 第93页.
42. ↑  Piłsudski 1989, 第12页.
43. ↑  Alabrudzińska 1999, 第99页.
44. ↑  Garlicki 1995, 第63页.
45. ↑  Pobóg-Malinowski 1990, 第7页.
46. ↑  "Piłsudski: A Life For Poland", Wacław Jędrzejewicz, Hipocremne Books, New York, 1982, ISBN 978-0-87052-747-0, 第27-28页
47. ↑  . Biografie Geneaologia Polska.   [2008年1月15日]. （原始内容存档于2009年1月15日） （波兰语）.
48. 1 2 3  Urbankowski 1997, 第1卷, 第 109–111页.
49. ↑  Charaszkiewicz 2000, 第56页.
50. 1 2 3 4 5 6 7 8 9  Zamoyski 1987, 第330页.
51. 1 2 3 4 5 6 7 8  Zamoyski 1987, 第332页.
52. ↑  Urbankowski 1997, 第1卷, 第113–116页.
53. ↑  Urbankowski 1997, 第1卷, 第117–118页.
54. ↑  Urbankowski 1997, 第1卷, 第131页.
55. 1 2  Roos 1966, 第14页.
56. 1 2 3  Rothschild 1990, p. 45.
57. 1 2  Urbankowski 1997, 第1卷, 第121–122页.
58. 1 2 3 4  . 大英百科全书.   [2008年1月15日]. （原始内容存档于2008年6月24日）.
59. 1 2 3 4  Zamoyski 1987, 第333页.
60. ↑  Urbankowski 1997, 第1卷, 第171–172页.
61. ↑  . Polityka. 2006-09-26  [2008年1月15日] （波兰语）.[永久]
62. ↑  Urbankowski 1997, 第1卷, 第168页.
63. 1 2 3 4 5 6 7 8 9 10 11 12 13 14  Cienciala, Anna M. . 2002年, 2007年再版  [2006年6月2日]. （原始内容存档于2013年5月15日）.
64. ↑  Urbankowski 1997, 第1卷, 第174–175页.
65. ↑  Urbankowski 1997, 第1卷, 第178–179页.
66. ↑  Urbankowski 1997, 第1卷, 第170–171和180–182页.
67. ↑  Matuszak 2006, 第12页.
68. ↑  Urbankowski 1997, 第1卷, 第251–252页.
69. 1 2  Biskupski 2000.
70. ↑  Urbankowski 1997, 第1卷, 第253页.
71. ↑  Urbankowski 1997, 第1卷, 第256，277至278页.
72. ↑  Suleja 2004, 第202页.
73. 1 2 3 4 5 6  MacMillan 2003, 第210页.
74. ↑  MacMillan 2003, 第213–214页.
75. ↑  参见87至93条，. The Avalon Project. 2008年  [2008年1月15日]. （原始内容存档于2008年2月14日）.
76. ↑  Grant 1999, 第114页.
77. ↑  MacMillan 2003, 第211和214页.
78. ↑  Boemeke et al. 1998, 第314页 （页面存档备份，存于）.
79. ↑  Urbankowski 1997, 第1卷, 第499–501页.
80. ↑  Jędrzejewicz 1991.
81. ↑  Szymczak, Robert. . TheHistoryNet.   [2007年10月10日]. （原始内容存档于2007年10月7日）.
82. ↑  Sanford 2002, 第5–6页 （页面存档备份，存于）.
83. ↑  Hyde-Price 2001, 第75页 （页面存档备份，存于）.
84. ↑  MacMillan 2003, 第211页.
85. ↑  Urbankowski 1997, 第1卷, 第281页.
86. ↑  Urbankowski 1997, 第2卷, 第90页.
87. 1 2  Kenez 1999, 第37页 （页面存档备份，存于）.
88. ↑  Urbankowski 1997, 第2卷, 第83页.
89. ↑  Urbankowski 1997, 第1卷, 第291页.
90. ↑  Urbankowski 1997, 第2卷, 第45页.
91. ↑  Urbankowski 1997, 第2卷, 第92页.
92. ↑  Davies 1997, 第99–103页.
93. 1 2 3  Davies 2003.
94. ↑  Figes 1996, 第699页. “在布鲁斯洛夫发布动员令的几周中，14000名官员参军与波兰人作战，几千名平民参与战争生产，还有至少100000名逃兵重新回到西线的红军当中。”
95. ↑  参见列宁的演讲，Pipes 1993第181-182页有其翻译，第三段第三行被安娜·M·切恩恰拉改得缓和了一些。该文献第一次发行于一俄国历史期刊中，Istoricheskii Arkhiv 1 (1) (Moscow), 1992年, 1 (1) 缺少或|title=为空 (帮助)，而且这个引用了切恩恰拉于2002年的讲稿。
96. ↑  Cohen 1980, 第101页.
97. ↑  Lawrynowicz, Witold. . Polish Militaria Collector’s Association in memory of Andrzej Zaremba.   [2006年11月5日]. （原始内容存档于2012年1月18日）.
98. ↑  Urbankowski 1997, 第1卷, 第341–346和第357–358页.
99. ↑  Suleja 2004, 第265页.
100. 1 2 3 4  Urbankowski 1997, 第1页, 第341–346页.
101. ↑  Davies 1997, 第229页.
102. ↑  Erickson 2001, p. 95.
103. 1 2  Lönnroth, et al. 1994, 第230页.
104. ↑  Szczepański, Janusz, , Mówią Wieki online,   [2008年1月15日], （原始内容存档于2007年12月2日） （波兰语）
105. ↑  Cisek 2002, 第140–141页.
106. 1 2 3  Urbankowski 1997, 第1卷, 第346–441，357–358卷.
107. ↑  Davies 2003, 第197页.
108. ↑  Frątczak, Sławomir Z. . Głos. 2005, (32/2005)  [2009-06-26]. （原始内容存档于2007-07-08） （波兰语）.
109. ↑  Davies 1998, 第935页.
110. ↑  Urbankowski 1997, 第1卷, 第484页.
111. ↑  Davies 1982, 第399页 （页面存档备份，存于）.
112. ↑  Urbankowski 1997, vol. 1, p. 485.
113. ↑  Urbankowski 1997, 第1卷, 第487–488段.
114. ↑  Urbankowski 1997, 第1卷, 第488页.
115. ↑   .  第9卷 第15版: 第445页. 2005年.
116. ↑  Urbankowski 1997, 第1卷, 第489页.
117. ↑  Suleja 2004, 第300页.
118. ↑  Davies 1986, 第140页.
119. ↑  Urbankowski 1997, 第1卷, 第489–490页.
120. ↑  Urbankowski 1997, 第1卷, 第490–491页.
121. ↑  Urbankowski 1997, 第1卷, 第490页.
122. ↑  Watt 1979, 第210页.
123. ↑  Urbankowski 1997, 第1卷, 第502页.
124. ↑  Urbankowski 1997, 第1卷, 第515页.
125. ↑  Suleja 2004, 第343页.
126. ↑  Roszkowski 1992, 第53页, 第5.1章.
127. ↑  Urbankowski 1997, 第1卷, 第528–529页.
128. ↑  
Śleszyński, Wojciech. . Białoruskie Zeszyty Historyczne nr 20. （原始内容存档于2005-03-25） （波兰语）.刊发于Беларускі Гістарычны Зборнік 第20期（白俄罗斯历史期刊）
129. ↑  Cohen 1989, 第65页 （页面存档备份，存于）.
130. ↑  . 时代杂志. 1930-04-07  [2008年1月15日]. （原始内容存档于2013-08-27）.
131. ↑  . 时代杂志. 1929-11-11  [2008年1月15日]. （原始内容存档于2013-07-21）.
132. ↑  Perlez, Jane. . 纽约时报. 1993年9月12日  [January 15, 2008].
133. ↑  Stachura 2004, 第79页.
134. ↑  . 哥伦比亚百科全书.   [2007年12月29日]. （原始内容存档于2013年1月4日）.
135. ↑  Piotrowski, Tadeusz. . Poland's Holocaust.   [2007年12月29日]. （原始内容存档于2008年2月26日）.
136. 1 2 3 4  Snyder 2004, 第144页 （页面存档备份，存于）.
137. 1 2  Joshua D. Zimmerman, Poles, Jews, and the Politics of Nationality: The Bund and the Polish Socialist Party in Late Tsarist Russia, 1892-1914, University of Wisconsin Press, 2004, ISBN 978-0-299-19464-2 Google Print, 第166页
138. ↑  David Vital. A People Apart: The Jews in Europe, 1789-1939. Oxford University Press, 1999年.
139. ↑  Stanley G. Payne, A History of Fascism, 1914-1945, University of Wisconsin Press, 1995年, ISBN 978-0-299-14874-4, Google Print, 第141页
140. ↑  Anatol Lieven, The Baltic Revolution: Estonia, Latvia, Lithuania and the Path to Independence, Yale University Press, 1993年, ISBN 978-0-300-06078-2, Google Print, 第163页
141. ↑  Barbara Engelking-Boni, Barbara Engelking, Gunnar S. Paulsson, Emma Harris, Holocaust and Memory: The Experience of the Holocaust and Its Consequences : an Investigation Based on Personal Narratives, Continuum International Publishing Group, 2001年, ISBN 978-0-7185-0159-4, Google Print, 第175页
142. ↑  Edward H. Flannery, The Anguish of the Jews: Twenty-Three Centuries of Antisemitism, Paulist Press, 2005, ISBN 978-0-8091-4324-5, Google Print. 第200页 （页面存档备份，存于）
143. 1 2  Joshua D. Zimmerman, Contested Memories: Poles and Jews During the Holocaust and Its Aftermath, Rutgers University Press, 2003, ISBN 978-0-8135-3158-8, Google Print, 第19页
144. ↑  Prizel, Ilya. . Cambridge University Press. 1998年.
145. ↑  Beryl Wein. Triumph of Survival: The Story of the Jews in the Modern Era 1650-1990. Mesorah Publications, 1990年.
146. ↑  Cieplinski, Feigue. . History Department at Binghamton University. 2002年  [2006年6月2日]. （原始内容存档于2002年9月18日）.
147. ↑  Paulsson 2003, 第37页 （页面存档备份，存于）.
148. ↑  Sketches from a Secret War （页面存档备份，存于） by Timothy Snyder, Yale University Press, 第66页
149. ↑  Davies 1982, 第407页 （页面存档备份，存于）.
150. ↑  Leslie 1983, 第182页.
151. 1 2  Garlicki 1995, 第178页.
152. ↑  Urbankowski 1997, 第2章, 第330–337页.
153. ↑  Goldstein 2002, 第29页.
154. ↑  Urbankowski 1997, 第538页.
155. 1 2  Prizel 1998, 第71页.
156. 1 2 3 4 5  Urbankowski 1997, 第1页, 第539–540页.
157. ↑  Charaszkiewicz 2000, 第56–87页.
158. ↑  Lukacs 2001, 第30页.
159. ↑  Jordan 2002, 第23页.
160. ↑  Kipp 1993, 第95页.
161. ↑  Hehn 2005, 第76页 （页面存档备份，存于）.
162. ↑  Kershaw 2001.
163. ↑  Davidson 2004, 第25页 （页面存档备份，存于）.
164. ↑  . Woodrow Wilson Center.   [2008年1月15日]. （原始内容存档于2006年10月17日）.
165. ↑  Urbankowski 1997, 第2卷, 第317–326页.
166. ↑  Quester 2000, 第27页 （页面存档备份，存于）. 请注意作者提供了一个文献：Watt 1979.
167. 1 2 3  Smogorzewski, Kazimierz Maciej. . 大英百科全书.   [2006年6月3日]. （原始内容存档于2007年12月2日）.
168. ↑  Baliszewski, Dariusz. . Wprost (Agencja Wydawniczo-Reklamowa "Wprost"). 2004年11月28日, (48/2004; 1148)  [2005-03-24]. （原始内容存档于2016-04-04） （波兰语）.
169. ↑  Hildebrand 1973, 第33页.
170. ↑  Peter D. Stachura. Poland, 1918-1945: An Interpretive and Documentary History of the Second Republic., Routledge, 2004年.
171. ↑  Drozdowski & Szwankowska 1995, 第5页.
172. ↑  Ṿisberg, Dov. . Freund Publishing House Ltd. 1998年6月23日: 第116页  [2021年6月23日]. （原始内容存档于2021年11月18日） –Google Books.
173. ↑  . holocaust.umd.umich.edu.   [2009-09-21]. （原始内容存档于2011-07-20）.
174. ↑  Humphrey 1936, 第295页 （页面存档备份，存于）.
175. ↑  Watt 1979, 第338页.
176. ↑  To, Wireless. . New York Times. 1937-06-26  [2009-12-14]. （原始内容存档于2012-11-02）.
177. ↑  Jerzy Jan Lerski, Piotr Wróbel, Richard J. Kozicki. . Greenwood Publishing Group. 1996: 525. ISBN 978-0-313-26007-0.
178. ↑  Urbankowski 1997, 第1卷, 第133–141页.
179. ↑  Jabłonowski & Stawecki 1998, 第13页.
180. ↑  Jabłonowski & Stawecki 1998, 第5页.
181. 1 2  Jabłonowski & Stawecki 1998, 第14页.
182. ↑  莫希奇茨基1935年演讲的译文，要想看波兰语原文，参见Kobos, Piotr M. . Zwoje (The Scrolls) no. 2 (43). 1992年  [2008年1月15日]. （原始内容存档于2007年12月22日） （波兰语）.
183. ↑  Quoted in Charaszkiewicz 2000, 第56页.
184. ↑  Władyka 2005, 第285–311页; Żuławnik 2005.
185. ↑  翻译自Oświadczenie Sejmu Rzeczypospolitej Polskiej z dnia 12 maja 1995 r. w sprawie uczczenia 60 rocznicy śmierci Marszałka Józefa Piłsudskiego. （M.P. z dnia 24 maja 1995 r.）.如要查询波兰语原文，请到 这里 （页面存档备份，存于）.
186. ↑  Charaszkiewicz 2000, 第66–67页.
187. ↑  . PIBWL (Prywatny Instytut Badawczy Wojsk Lądowych).   [2006年5月30日]. （原始内容存档于2018年5月7日）.
188. ↑  . Pedagogical University of Kraków.   [2007年9月18日]. （原始内容存档于2007年7月7日） （波兰语）.
189. ↑  . Józef Piłsudski Institute of America.   [2006年5月26日]. （原始内容存档于2006年6月15日）.
190. ↑  . Polish Ministry of Education and Science.   [2006年5月30日]. （原始内容存档于2005年9月23日）.
191. ↑  . National Library Of Poland.   [2008年1月15日]. （原始内容存档于2017年11月14日）.
192. ↑  .   [2007年12月20日]. （原始内容存档于2012年8月7日）.
193. ↑  . IMDb.   [May 30, 2006]. （原始内容存档于2021-04-24）.
194. ↑  Editor: Julita Karkowska; Webmaster: Stanisław Psyk. . Dziennik.com.   [2011-07-24]. （原始内容存档于2011-07-23）.

## 进阶阅读
这里仅是一小部分。参见华沙国家图书馆的图书列表 （页面存档备份，存于）。
- Czubiński, Antoni (ed.). . 华沙: Państowe Wydawnictwo Naukowe PWN. 1988年. ISBN 8301078197.
- Davies, Norman. . 牛津；纽约: Oxford University Press. 2001年 [1984年]. ISBN 0192801260.
- Dziewanowski, Marian Kamil. . 斯坦福: Stanford University Press. 1969年. ISBN 0817917918.
- Garlicki, Andrzej. . . 弗罗茨瓦夫: Polska Akademia Nauk. 1981年: 311页–324页 （波兰语）.
- Hauser, Przemysław; Dorosz, Janina (transl.). . Polish Western Affairs (波兹南: Komisja Naukowa Zachodniej Agencji Prasowej). 1992年, (2): 235页–249页. ISSN 0032-3039.
- Jędrzejewicz, Wacław. . 弗罗茨瓦夫: Wydawnictwo LTW. 1989年. ISBN 8388736256.
- Piłsudska, Aleksandra. . 纽约: Dodd, Mead. 1941年. OCLC 65700731.
- Piłsudski, Józef; Gillie, Darsie Rutherford. . Faber & Faber. 1931年.
- Piłsudski, Józef. . 纽约: Jozef Pilsudski Institute of America. 1972年. ASIN B0006EIT3A.
- Reddaway, William Fiddian. . 伦敦: Routledge. 1939年. OCLC 1704492.
- Rothschild, Joseph. . 纽约: Columbia University Press. 1967年. ISBN 0231029845.
- Wandycz, Piotr S. . East European Quarterly (科罗拉多州波尔德). 1970年, 第4卷 (1): 第25–39页. ISSN 0012-8449.
- Wójcik, Włodzimierz. . 华沙: Śląsk. 1987年. ISBN 8321605338.